# Luigi Galimberti (liutaio)
Luigi Galimberti (Seveso, 29 ottobre 1888 – Milano, 19 ottobre 1957) è stato un liutaio italiano.

## Biografia
Figlio di Adolfo e Sala Lodovica, Luigi nacque a Seveso, piccolo borgo della Brianza dove la lavorazione del legno era attività diffusa già all'epoca: intaglio, intarsio e mobili costituivano le principali lavorazioni di piccole botteghe artigiane. Cominciò quindi l'apprendistato come intagliatore del legno, affiancando la pratica ai corsi di ornato e intaglio della locale scuola di ebanisteria.
Successivamente rivolse la sua attività alla liuteria. Dopo un periodo di perfezionamento a Parigi, iniziò a lavorare sugli strumenti ad arco con Romeo Antoniazzi nel 1915, adottandone lo stile e formandosi sui modelli della scuola cremonese.

L'esperienza acquisita gli consentì di aprire la propria bottega, dapprima ubicata in un piccolo locale a Seveso - suo paese natale - successivamente a Milano, in Piazza Borromeo 7, poi in Via Dolomiti 17.
Dal 1 gennaio 1928 al 19 luglio 1930 fu assunto con la qualifica di "operaio" presso la Casa Musicale milanese "Monzino e Garlandini", sotto la guida di Innocente Rottola dei fratelli Riccardo e Romeo Antoniazzi.
Affiancato dal figlio Adolfo Lodovico (1914 - 1970) fu produttore di apprezzati strumenti ad arco e a pizzico. Oltre alla produzione personale, si occupò della riparazione di strumenti antichi. In un testo manoscritto d'archivio risultano citati: violini di Nicolas Lupot (1813); Ferdinando Gagliano (1769); Mattia Albani (1699); Pietro Antonio Landolfi (1755); Romedio Muncher (1930); Ceruti (1862).
Negli Anni Venti e Trenta consolidò la professione di liutaio, presentando le sue opere a numerosi e prestigiosi concorsi di rilevanza nazionale.
Rimasto solo nel periodo bellico per la partenza al fronte del figlio, continuò comunque l'attività, pur nelle severe condizioni del tempo: il 20 settembre 1944 il laboratorio di Via Dolomiti subì gravi danni a causa di un bombardamento aereo alleato, nel quale andarono distrutti strumenti in lavorazione e molte attrezzature.
Nel dopoguerra, ripresa l'attività, espanse la sua rete di vendita collaborando con i negozi Messaggerie Musicali e Ricordi di Milano. Concentrò la sua produzione sulle chitarre acustiche e semiacustiche elettriche, destinate soprattutto a orchestre e gruppi jazz che animavano la vita notturna dei locali milanesi.
Morì a Milano nel 1957, lasciando l'attività all'unico figlio Adolfo Lodovico, che proseguì la produzione di soli strumenti a pizzico.

## Produzione e tecnica

### Strumenti ad arco
Galimberti fu un produttore molto prolifico di strumenti ad arco: sono a lui attribuiti violini, viole, violoncelli e contrabbassi. 

Ha eseguito anche un violino intagliato con decori e figure, di pregevole fattura e rappresentativo delle sue capacità tecniche.
Gli strumenti per forme e dimensioni si rifanno ai modelli classici della scuola cremonese, con alcune caratteristiche della scuola di Antoniazzi, soprattutto nelle punte, nella sguscia, nel capotasto. Le teste hanno la voluta e il dorso molto intagliati. I legni sono generalmente molto belli e curati, anche negli strumenti "da studio". Le vernici variano dal colore arancio-giallo al bruno-arancio.
Ha usato diversi stili di etichette personali, tutte in stampa con diverse diciture: "LUIGI GALIMBERTI/fece a Seveso l'anno 192.."; "LUIGI GALIMBERTI/fece a Milano l'anno 193.." con l'ultima cifra dell'anno manoscritta a penna. La firma in calce è sempre olografa. Alcuni strumenti con cartiglio della Ditta Monzino prodotti da Galimberti presentano la sua firma olografa in calce.
Gli strumenti hanno generalmente anche una marca a fuoco con le sue iniziali "LG" inscritte in un cerchio sormontato da un piccolo giglio stilizzato: lo utilizzò principalmente per la marcatura interna, ma in alcuni strumenti è presente anche esternamente sulla parte superiore del fondo, sotto la nocetta.

### Strumenti a pizzico
L'ecletticità tecnica di Galimberti gli permise di cimentarsi anche nella produzione di innumerevoli tipi di strumenti a pizzico. Assecondando le esigenze della clientela e le richieste delle Case Musicali realizzò chitarre classiche, mandolini, chitarre arpa, mandolini arpa. Con il diffondersi della musica di intrattenimento nel dopoguerra, si affermò come produttore di chitarre jazz elettriche a doppi rivelatori (con comandi sullo strumento o sulla scatola attaccacorde) e mandolini elettrici.
I corpi delle chitarre classiche presentano pregevoli materiali e finiture raffinate;  intagli e decorazioni sono utilizzati negli strumenti più inusuali come le chitarre arpa.
I cartigli di questi strumenti differiscono a volte da quelli utilizzati nei violini, soprattutto nel dopoguerra, con etichette più ampie e richiami alle Case Musicali: "L. GALIMBERTI/RINOMATO LIUTAIO/FECE L'ANNO 19../MILANO/VIA DOLOMITI, 17";  "L. Galimberti/RINOMATO LIUTAIO - MILANO/ fecit anno 19...../ESCLUSIVITÀ DI VENDITA:/MESSAGGERIE MUSICALI - Milano". Le ultime cifre dell'anno sono manoscritte, con firma olografa.

## Concorsi e riconoscimenti
- Medaglia d'argento categoria violini, V Concorso nazionale di Liuteria, Reale Accademia Filarmonica Romana, Roma 1931
- Medaglia d'oro per quartetto d'archi al II Concorso Nazionale di Liuteria, Padova 1931
- 3º Premio categoria violini, VI Concorso nazionale di Liuteria, Reale Accademia Filarmonica Romana, Roma 1933
- Medaglia d'argento per una viola al Concorso Nazionale di Liuteria, Firenze 1935[5]
- Diploma d'onore e medaglia del Comune di Milano per strumenti a corda, Concorso per l'artigianato artistico lombardo, Milano 1946
- Diploma d'onore e medaglia d'oro XXI, Mostra Mercato Internazionale dell'Artigianato, Firenze 1957

Prese parte con quattro violini e una viola alla storica Mostra Nazionale di Liuteria Moderna del 1937, organizzata a Cremona per celebrare il bicentenario della morte di Antonio Stradivari.

## Musicisti
Testimonianze della diffusione e dell'apprezzamento dei suoi strumenti sono riscontrabili nelle fotografie con dedica e attestazioni di stima di musicisti dell'epoca (Rolando Balzaretti; Manlio Biagi; Renzo Chiodi; Gaspare De Lama; Cosimo Di Ceglie; Federico Galimberti; Ercole Galli; Alighiero Noschese; Bruno Policenti; Angelo Servida; Ettore Tolotti; Valerio Vancheri; Luciano Zuccheri).

## Collezioni
- Museo Civico degli Strumenti Musicali del Castello Sforzesco (Milano)[10] - violino, 1939 (non esposto)[8]
- Collezione MONZINO[11] - Museo Civico degli Strumenti Musicali del Castello Sforzesco (Milano) - chitarra arpa; due mandolini arpa. (non esposti)
- Museo del Violino (Cremona)[12]- violino, 1934 (Cremona, Comune di Cremona)
- The Miner Museum of Vintage, Exotic & Just Plain Unusual Musical Instruments (Tarzana, CA - USA)[13]- chitarra arpa, 1932 (Collezione privata Gregg Miner)[14]

## Restauri
- Violoncello Luigi Galimberti. Seveso - Milano, 1935[15].
- Chitarra classica Luigi Galimberti, Milano 1945, appartenuta al Maestro Luciano Zuccheri[16].
- Chitarra arpa a otto bordoni, ca. 1915-1930 proprietà Galimberti[17].

## Galleria d'immagini

Strumenti ad arco
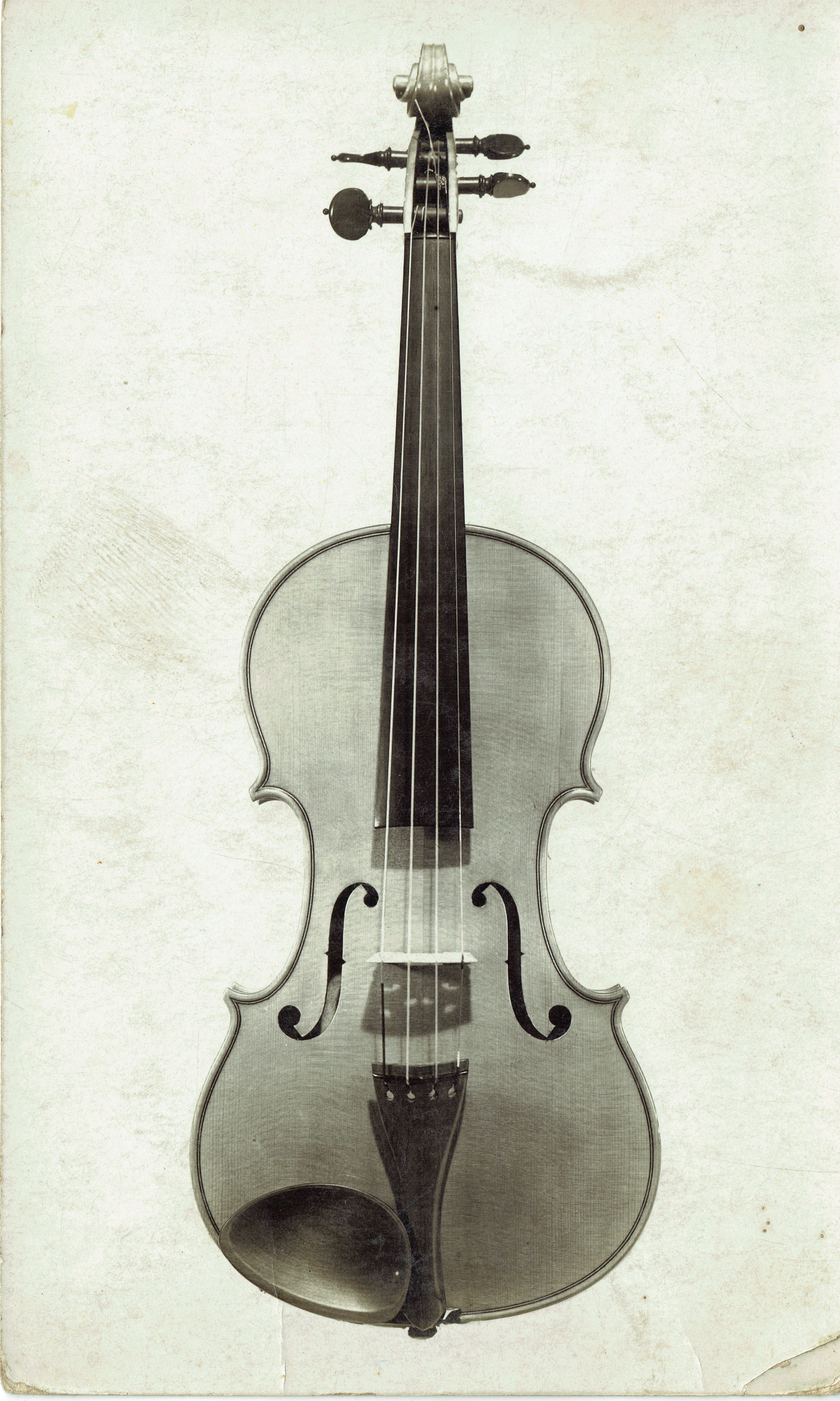
Violino
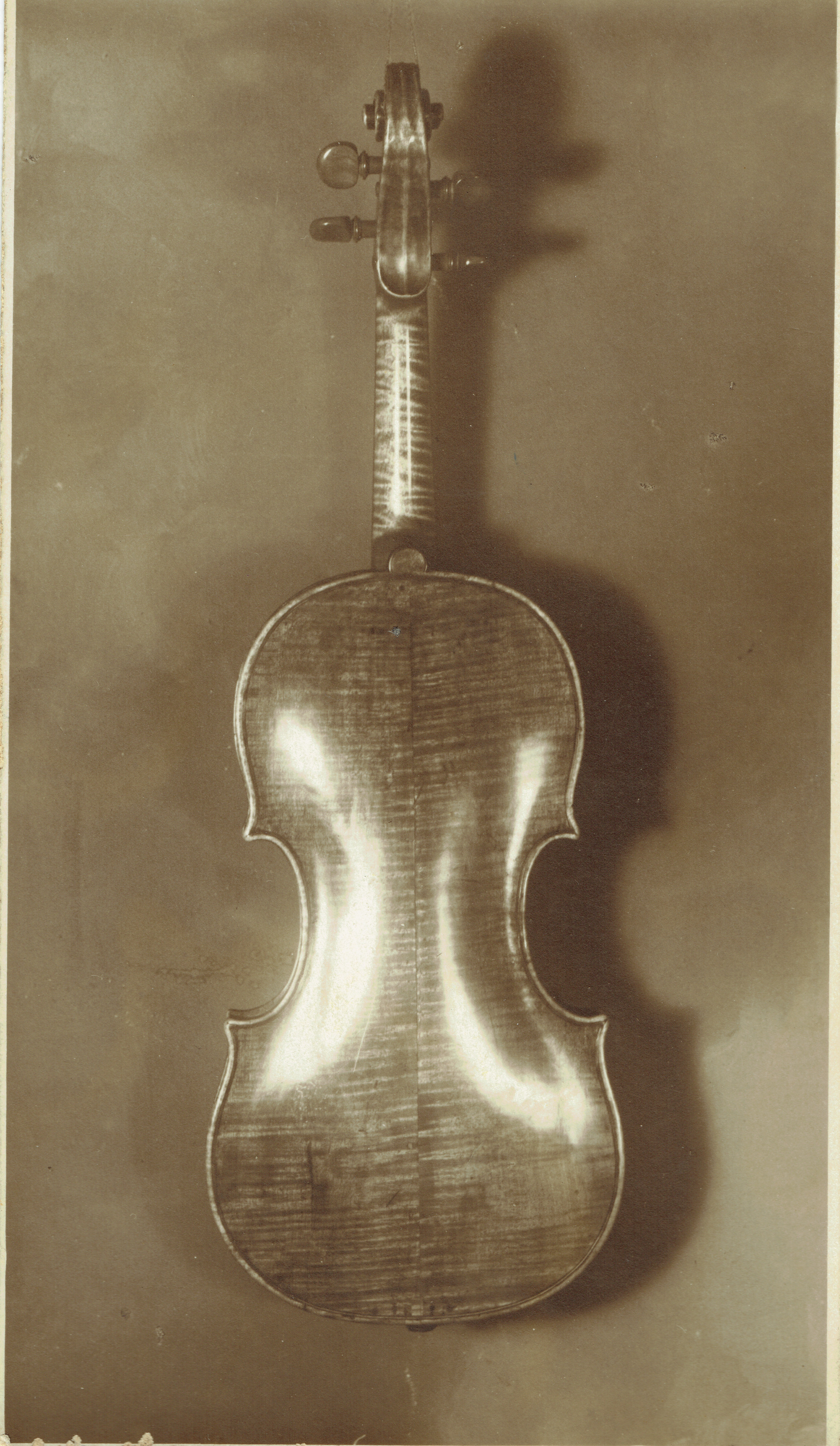
Violino
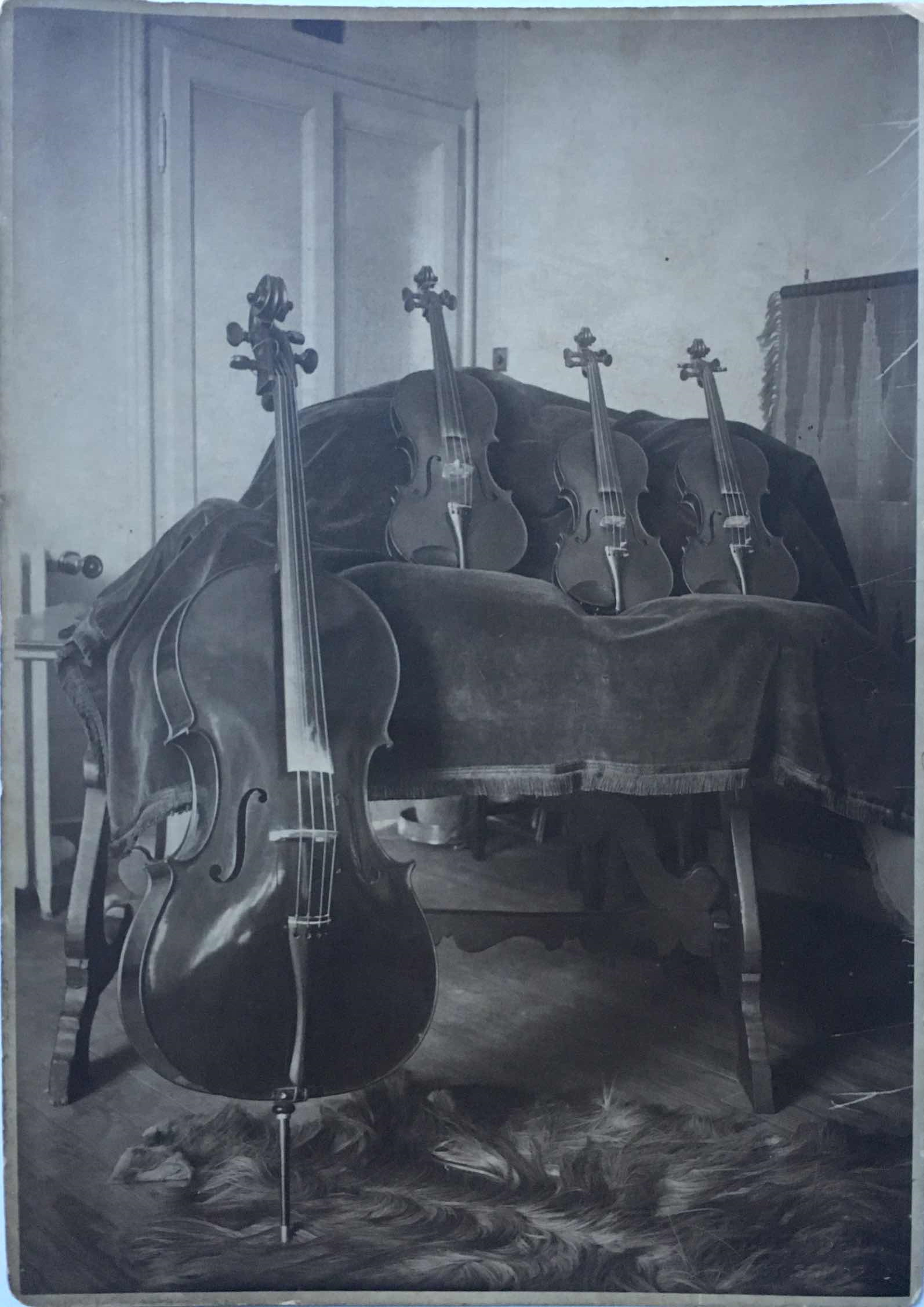
Quartetto d'archi
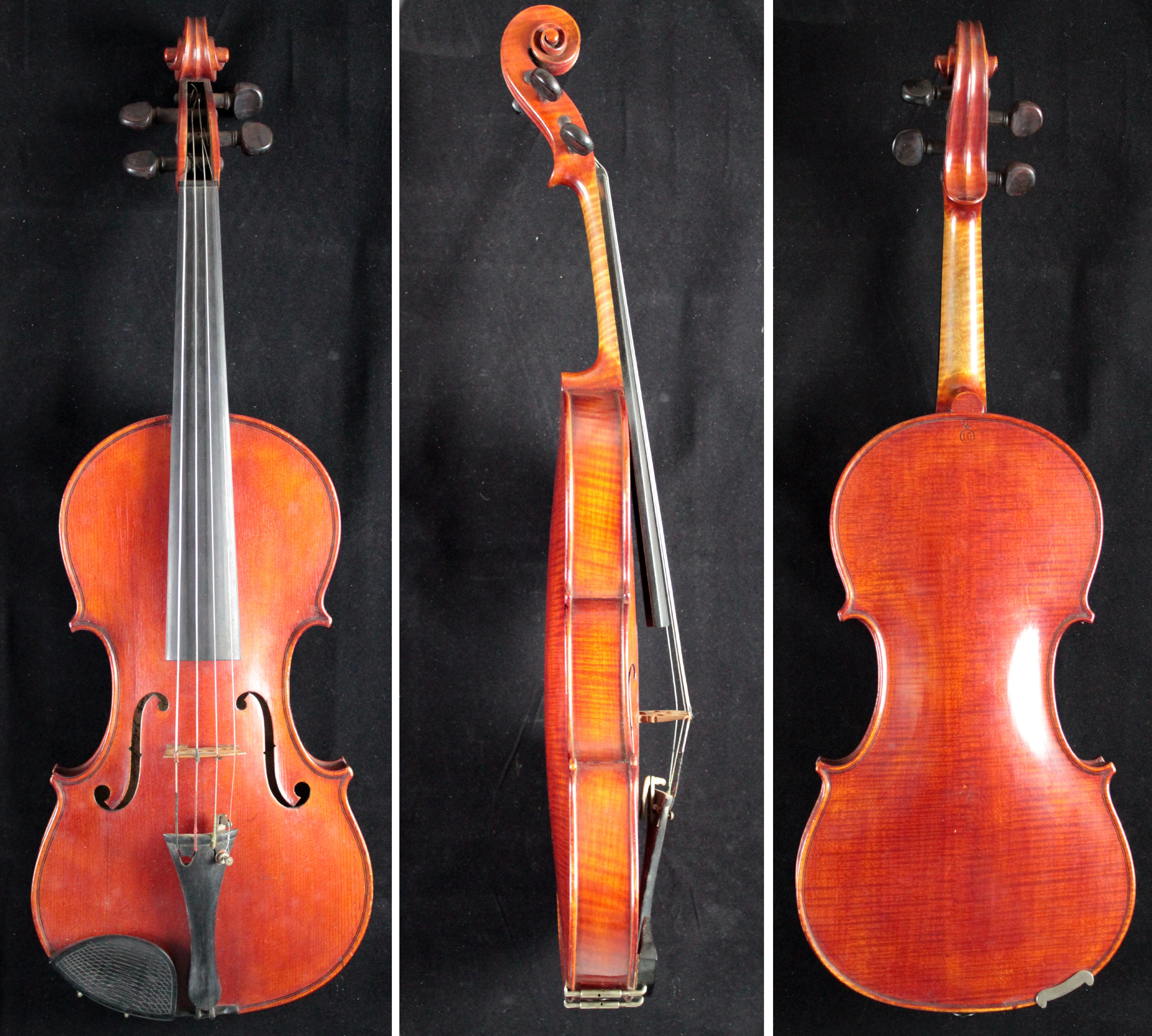
Violino 1930
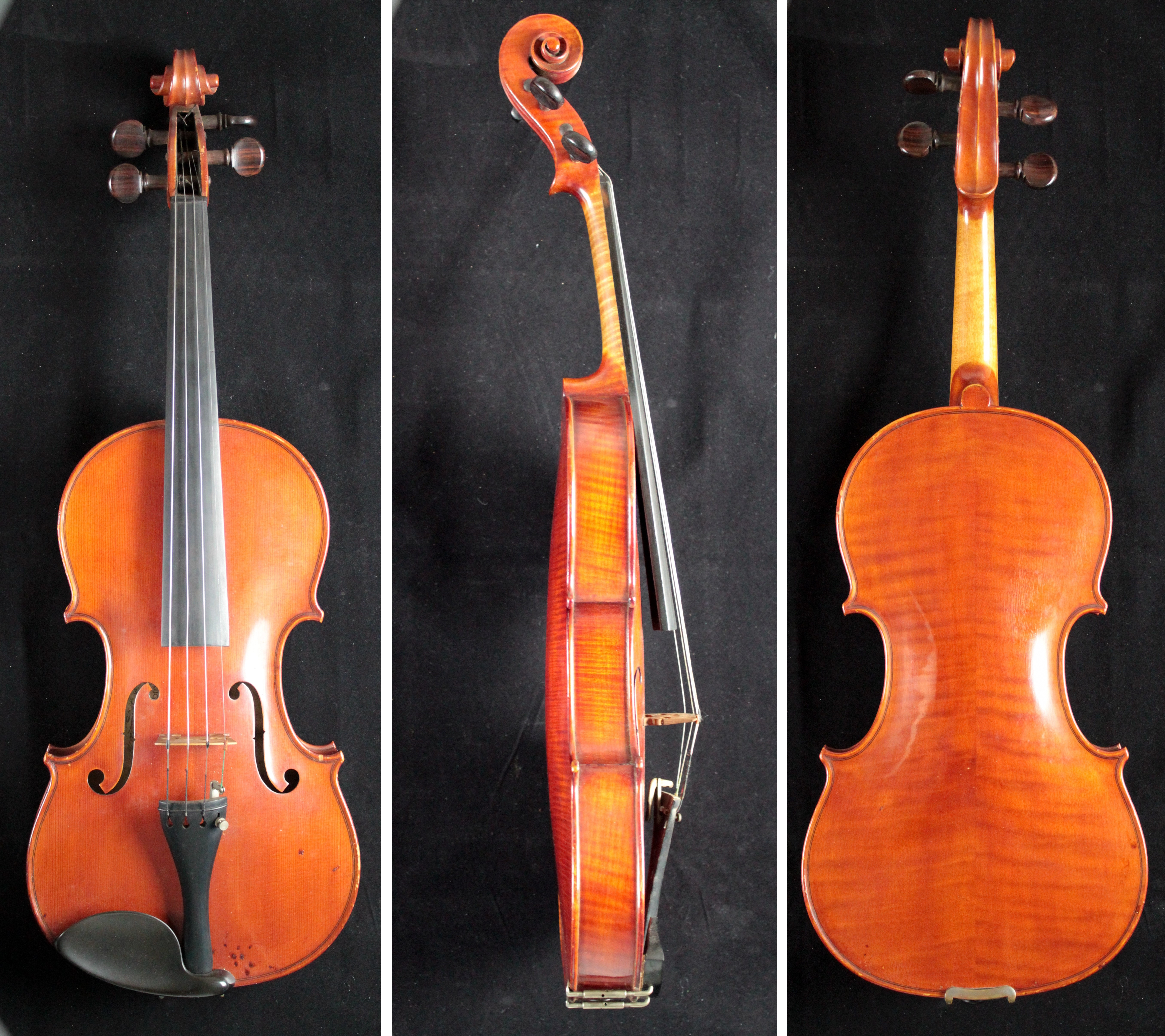
Violino 1939
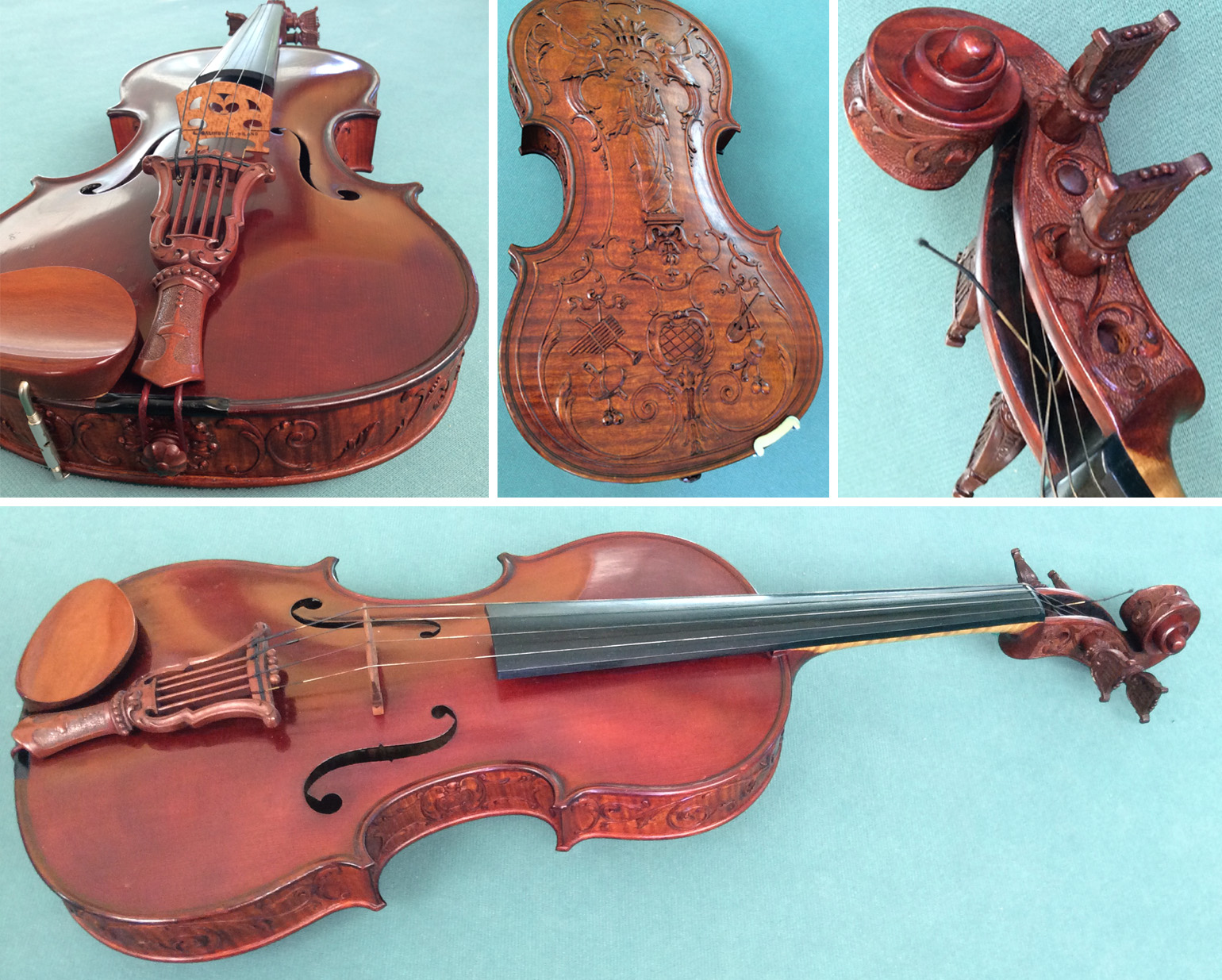
Violino intagliato

Strumenti a pizzico
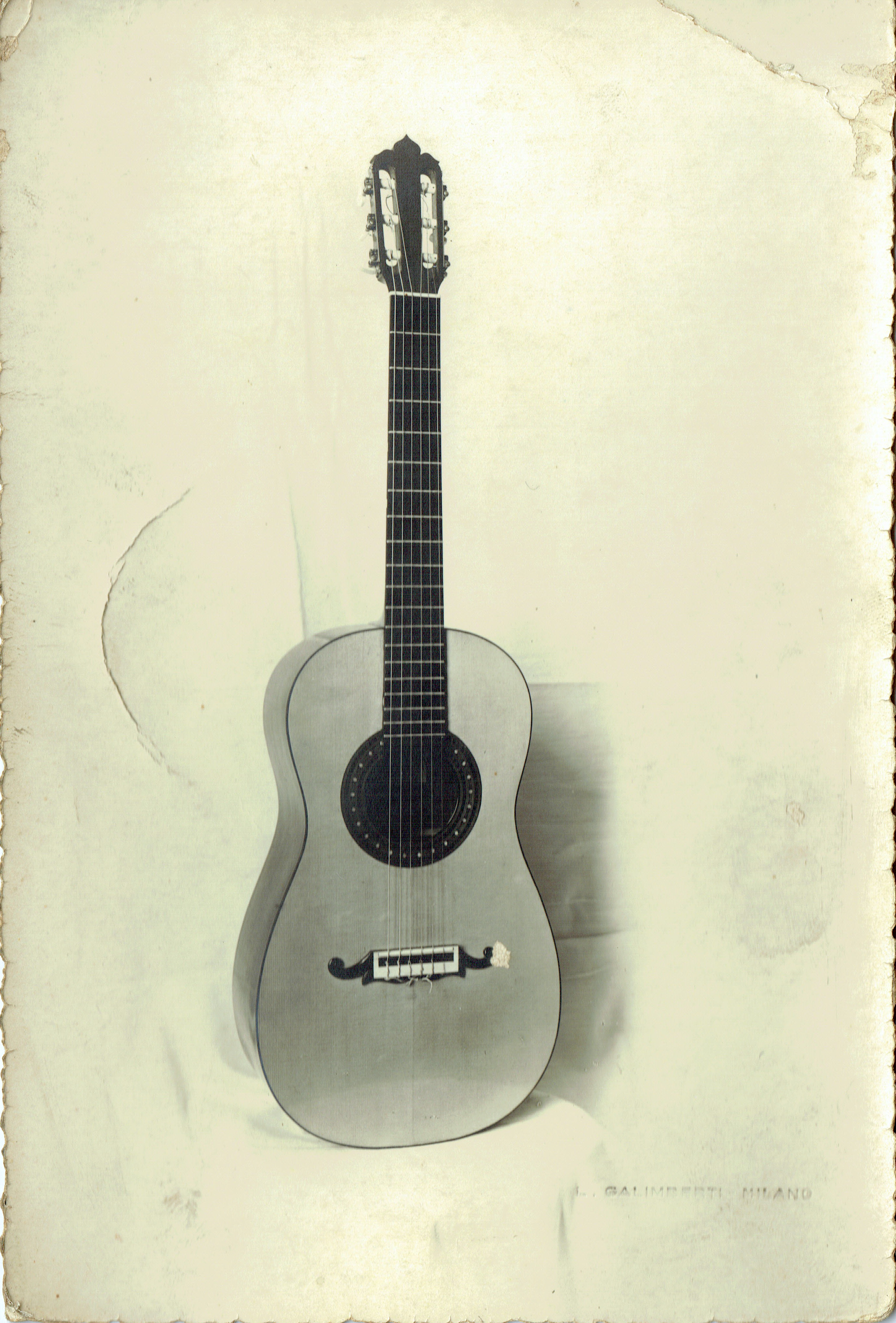
Chitarra "modello Stradivari"
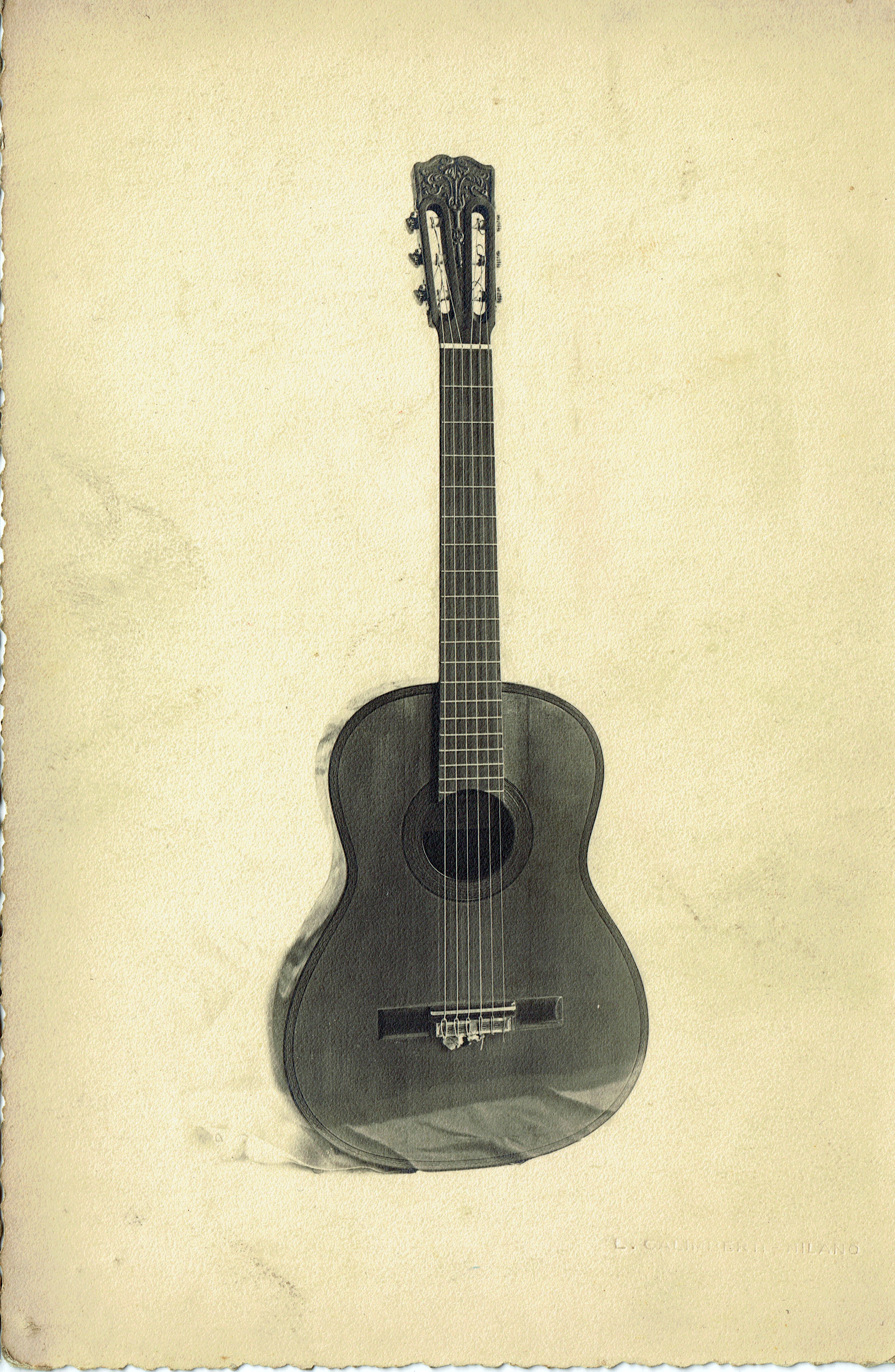
Chitarra "modello spagnolo"
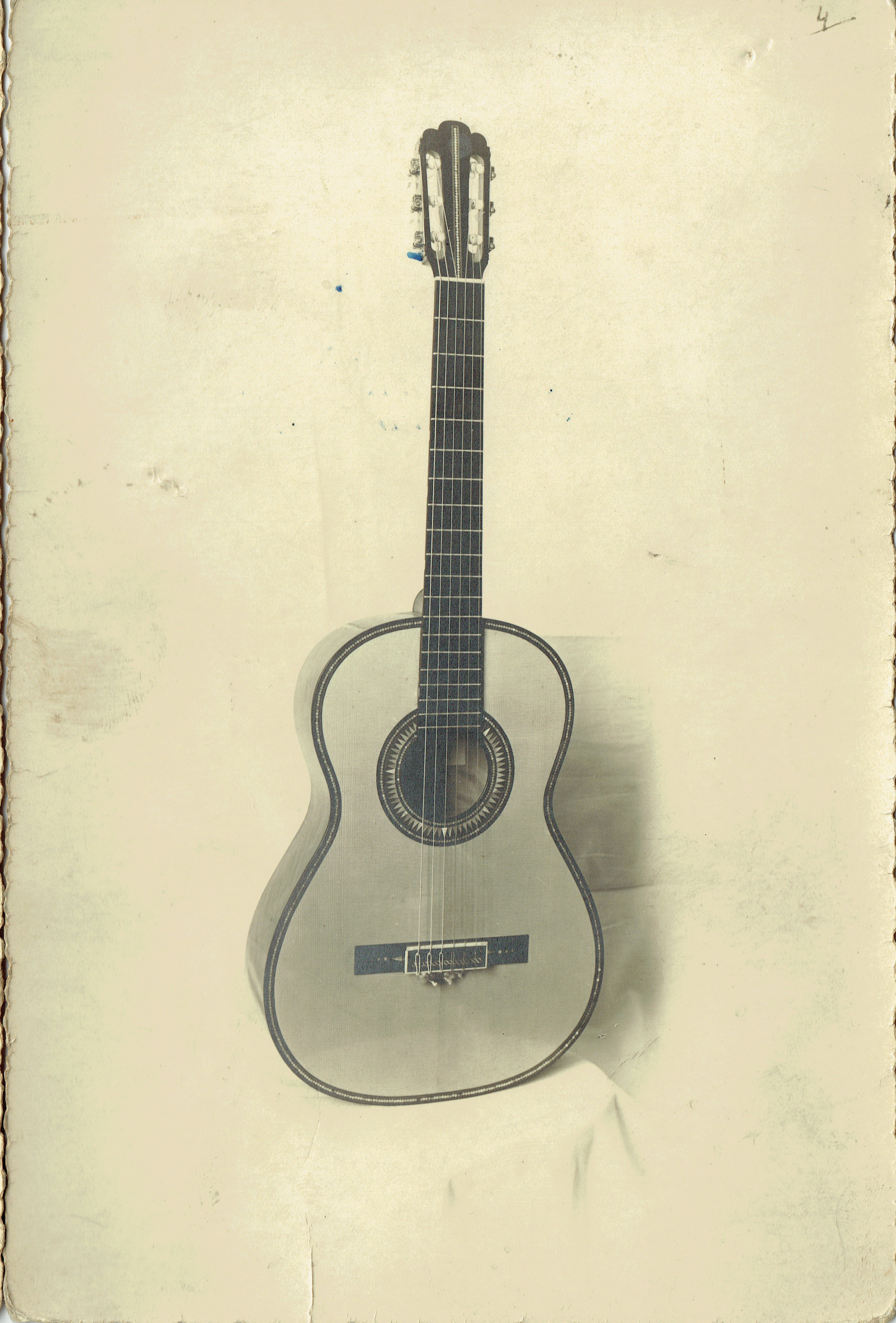
Chitarra "modello spagnolo da concerto"
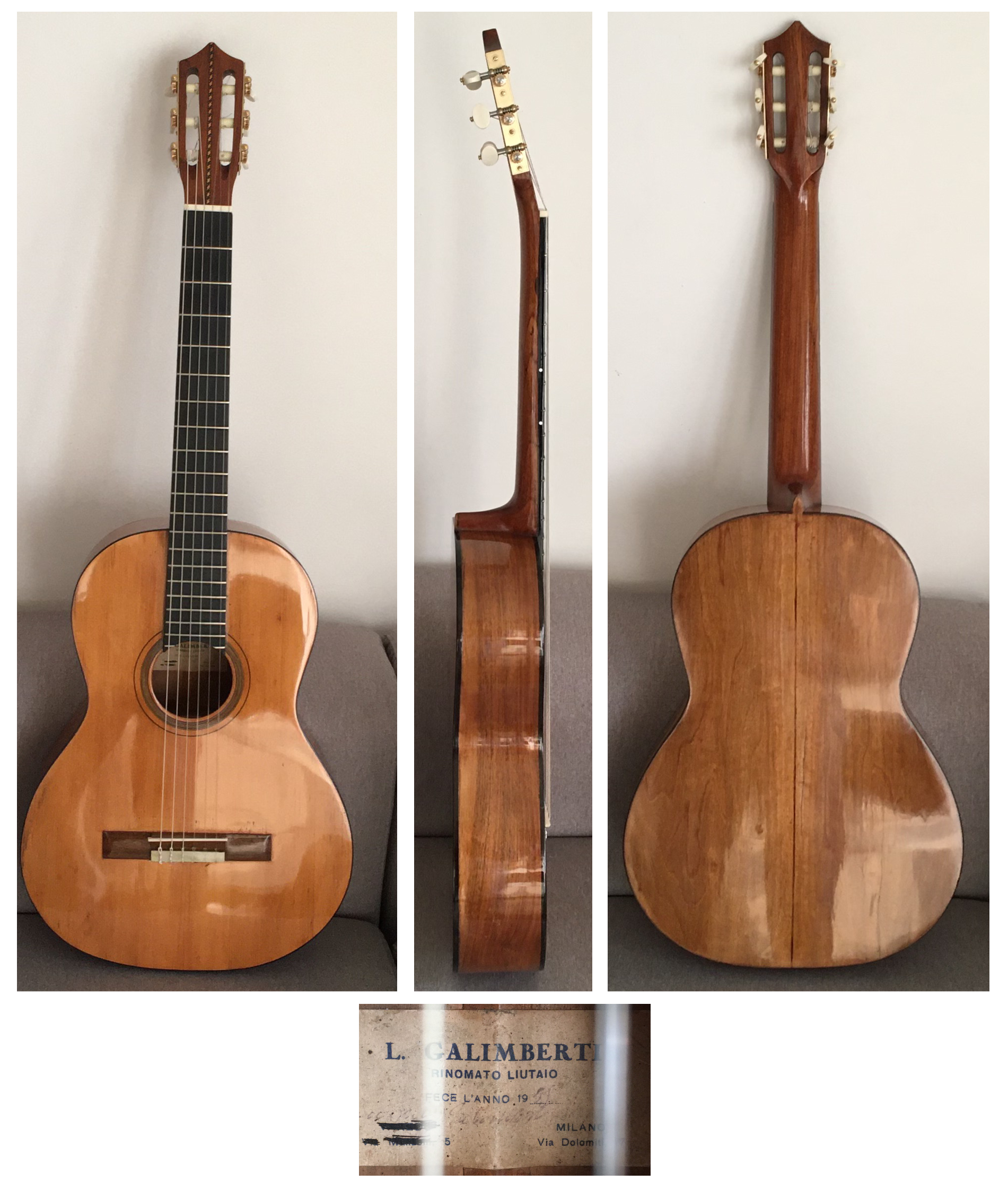
Chitarra Torres 1951, abete
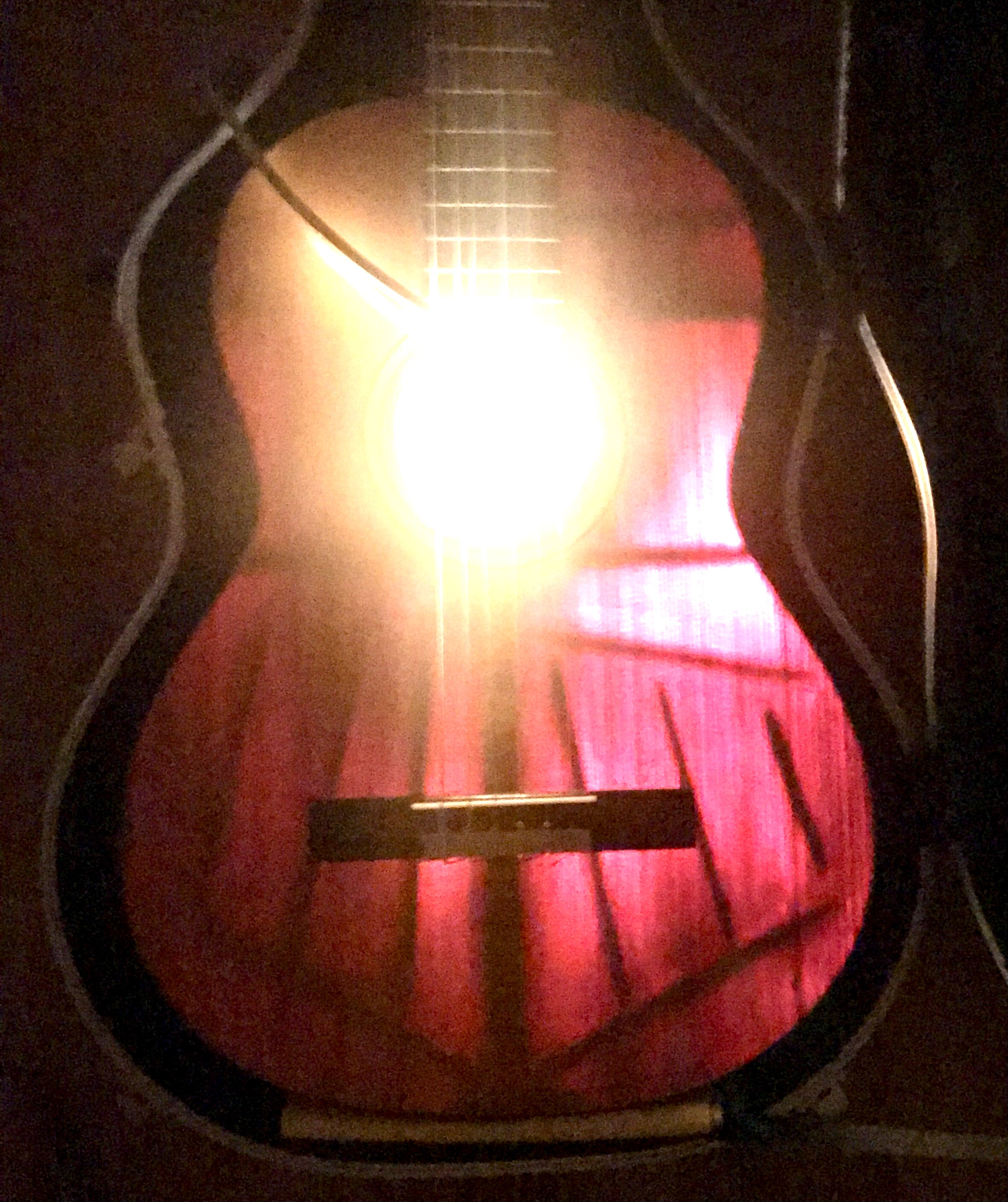
Chitarra Torres 1951, abete
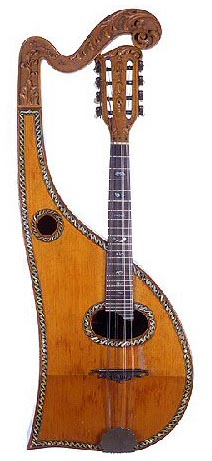
Mandolino arpa
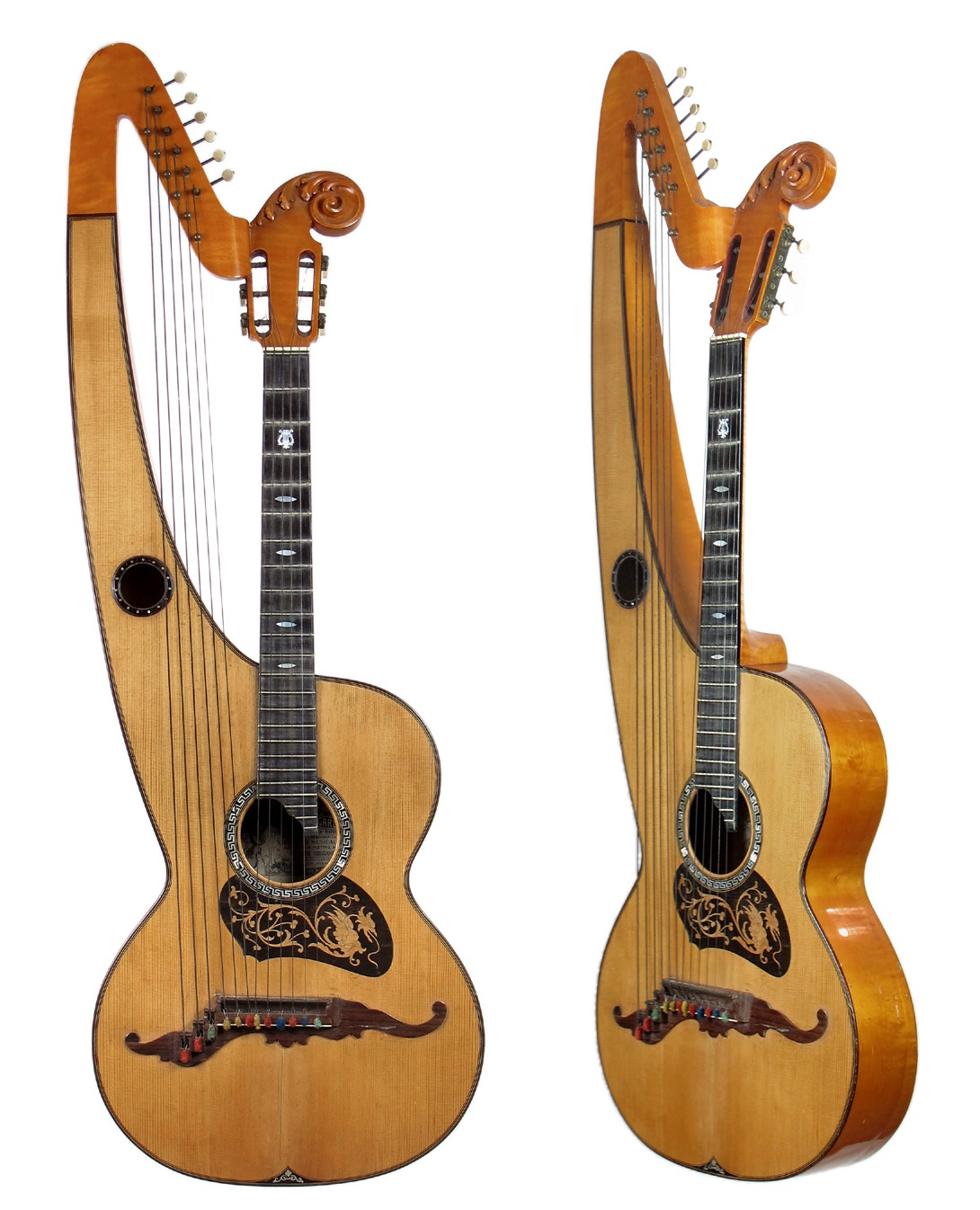
Chitarra arpa 1932
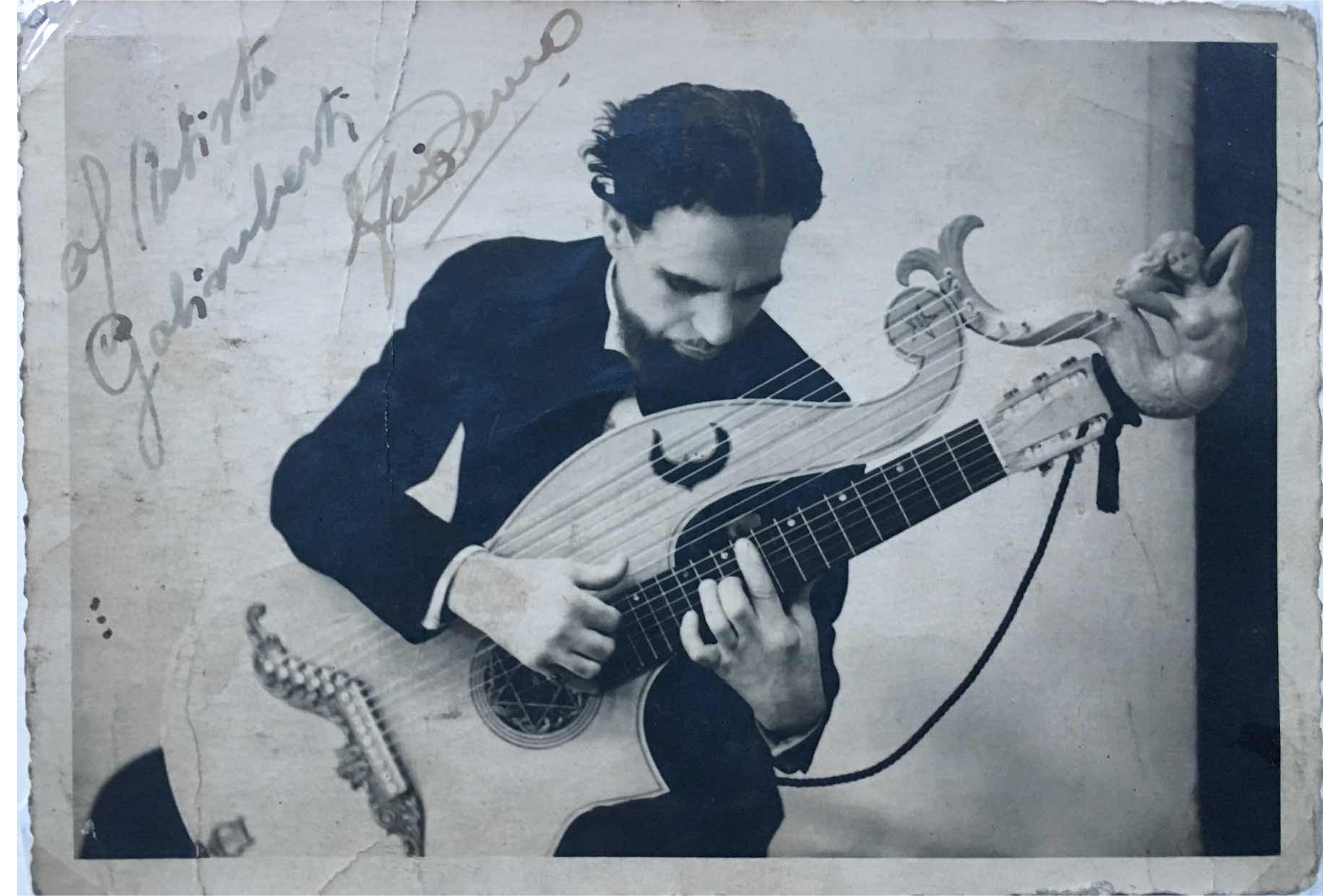
Chitarra arpa
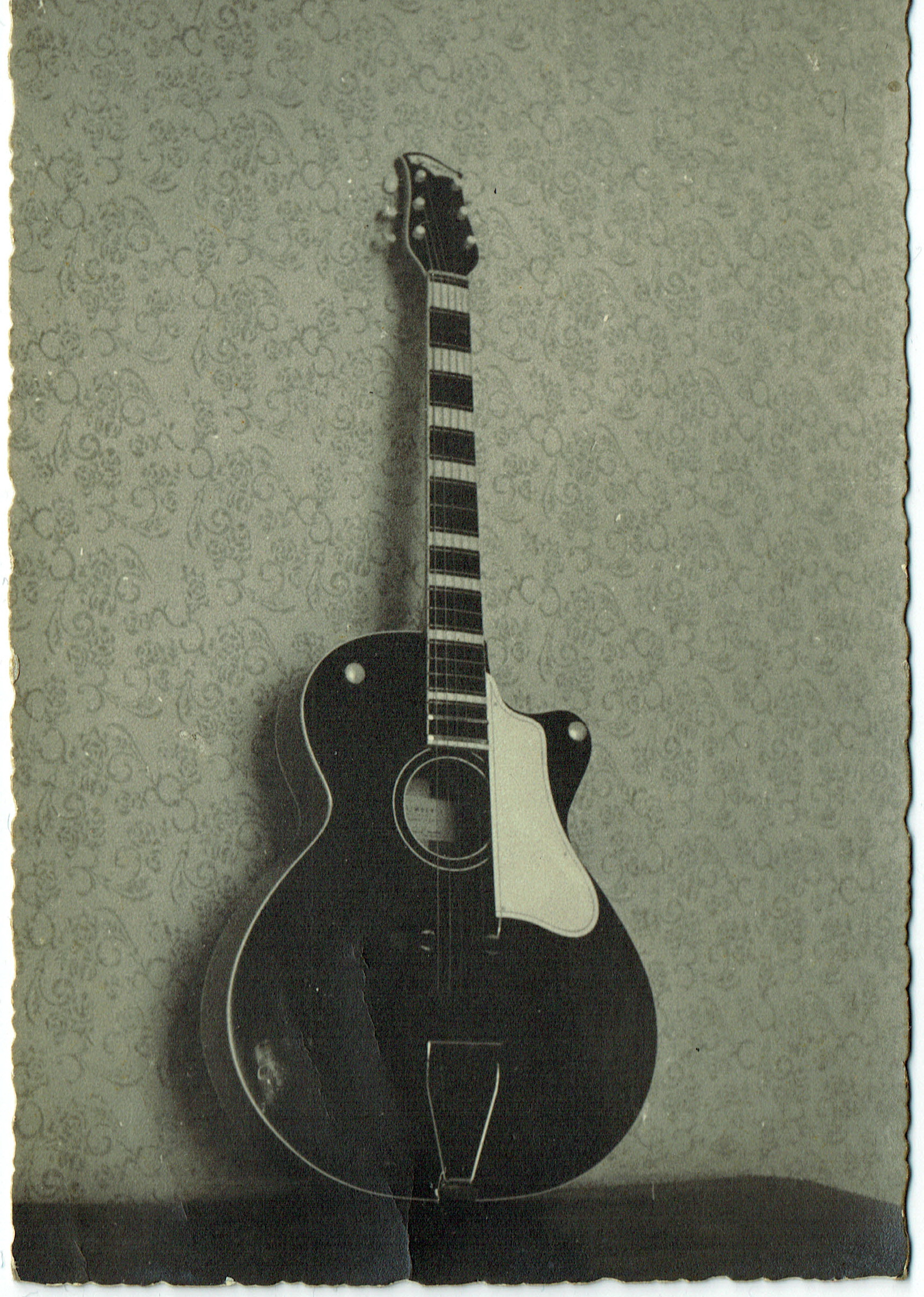
Chitarra jazz
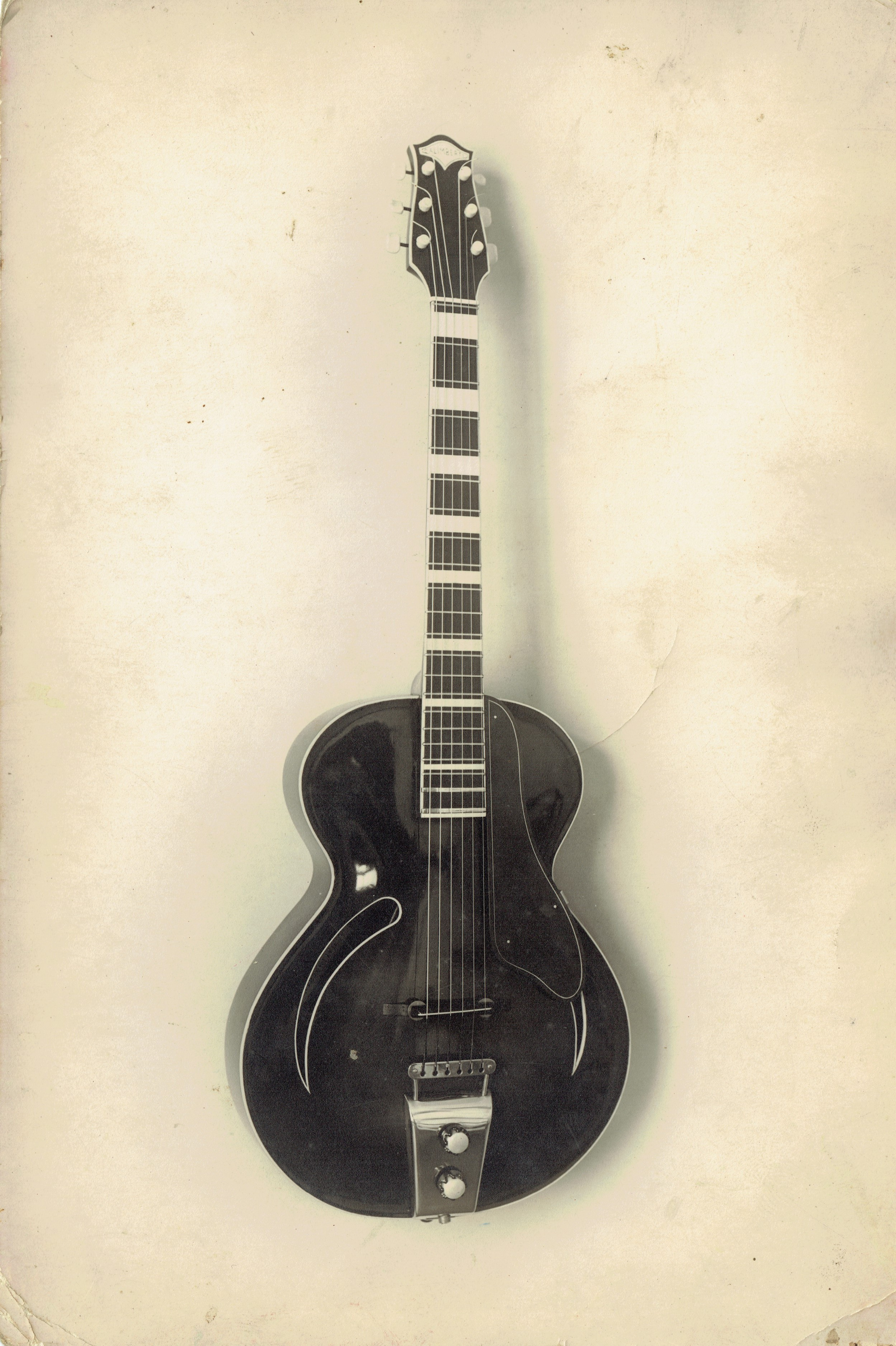
Chitarra semiacustica
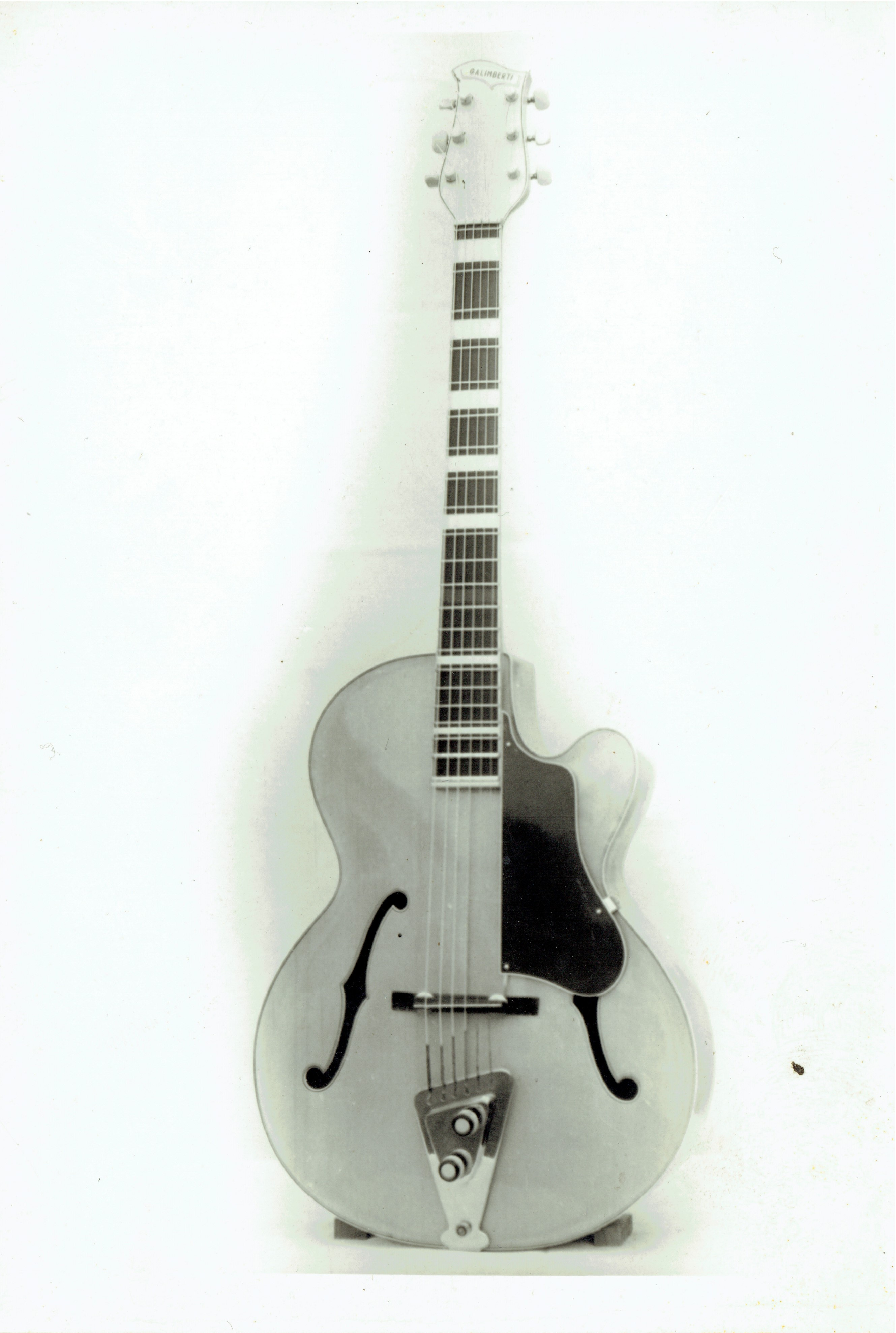
Chitarra semiacustica
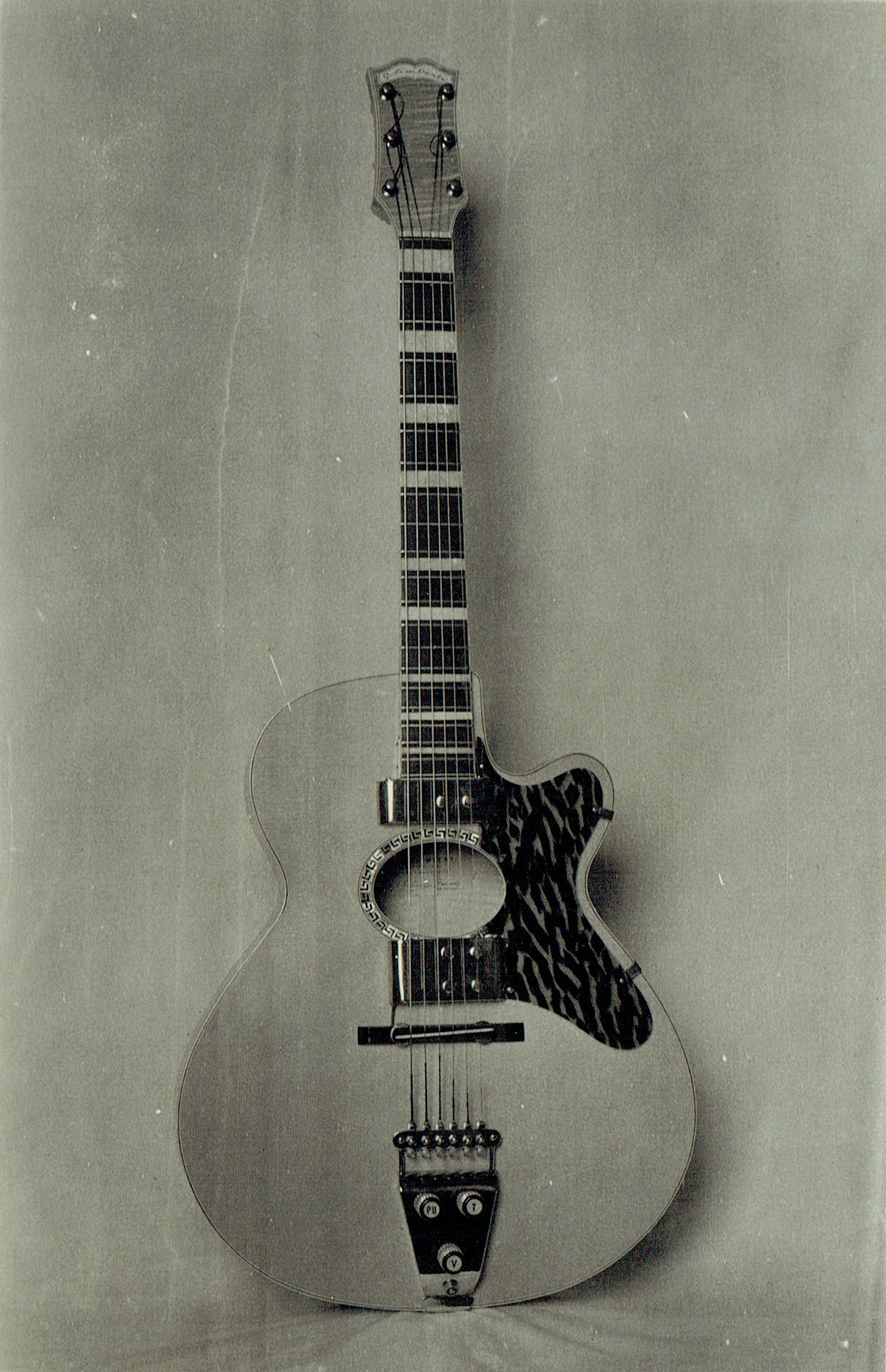
Chitarra semiacustica
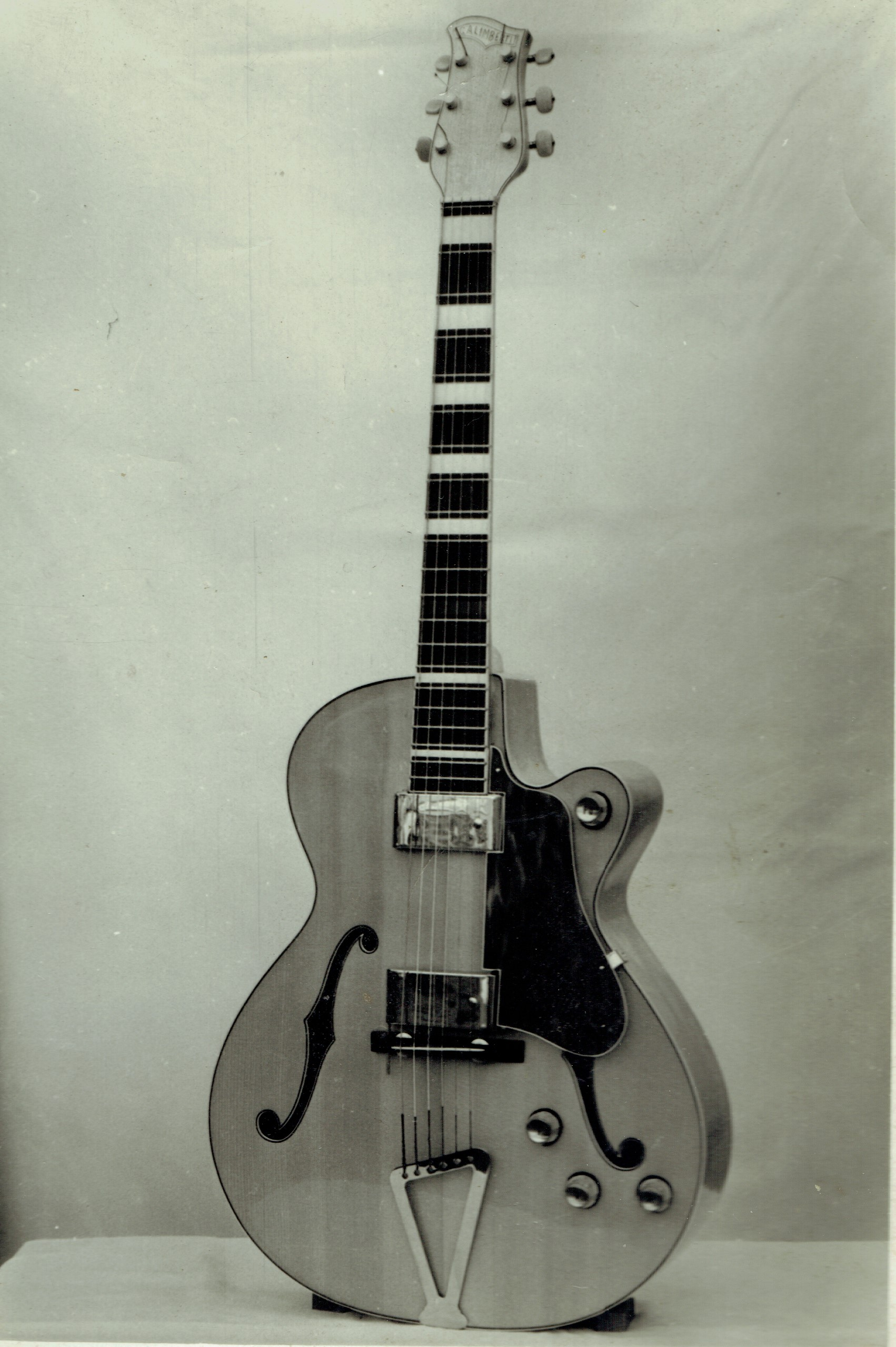
Chitarra semiacustica
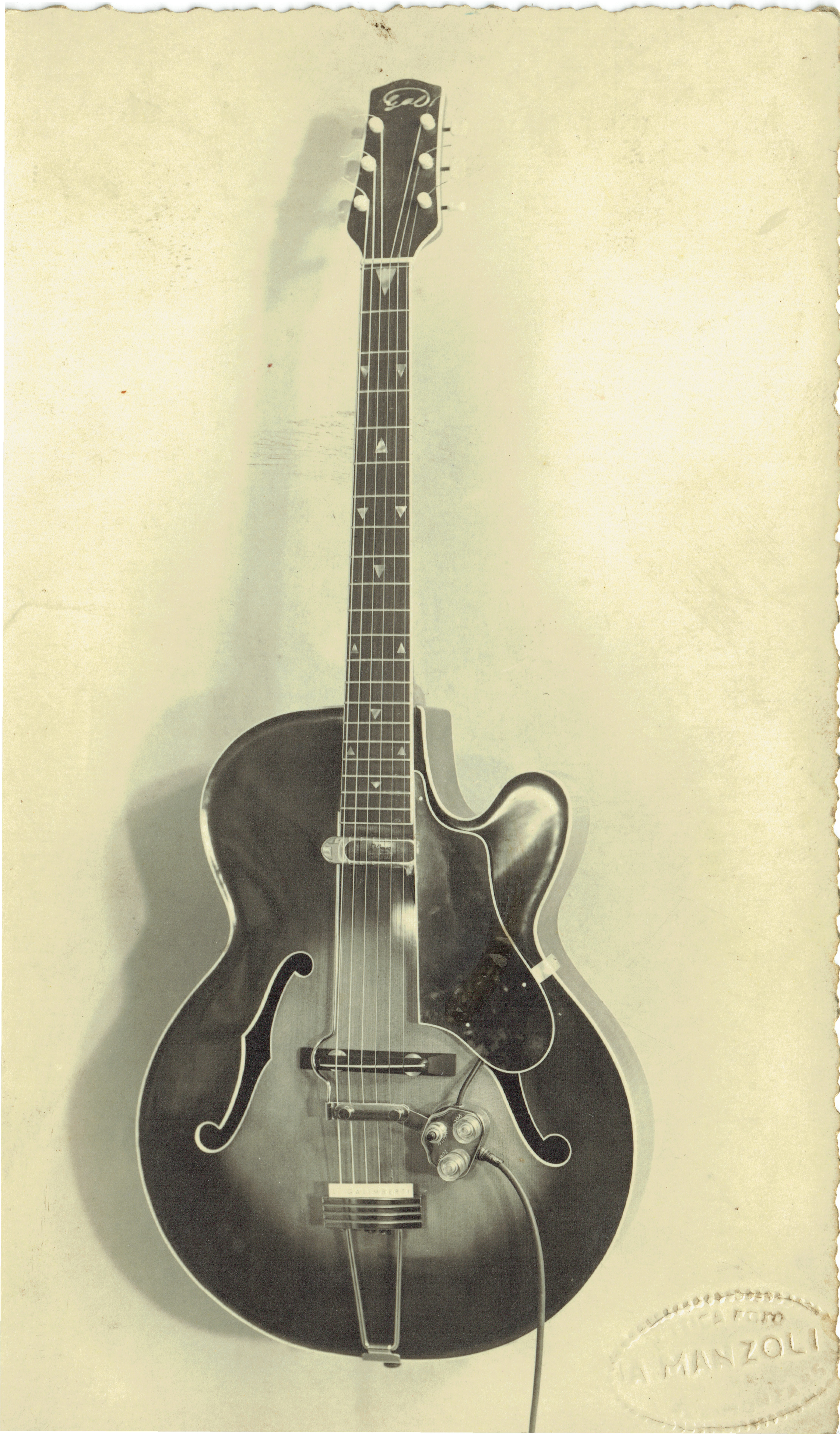
Chitarra semiacustica
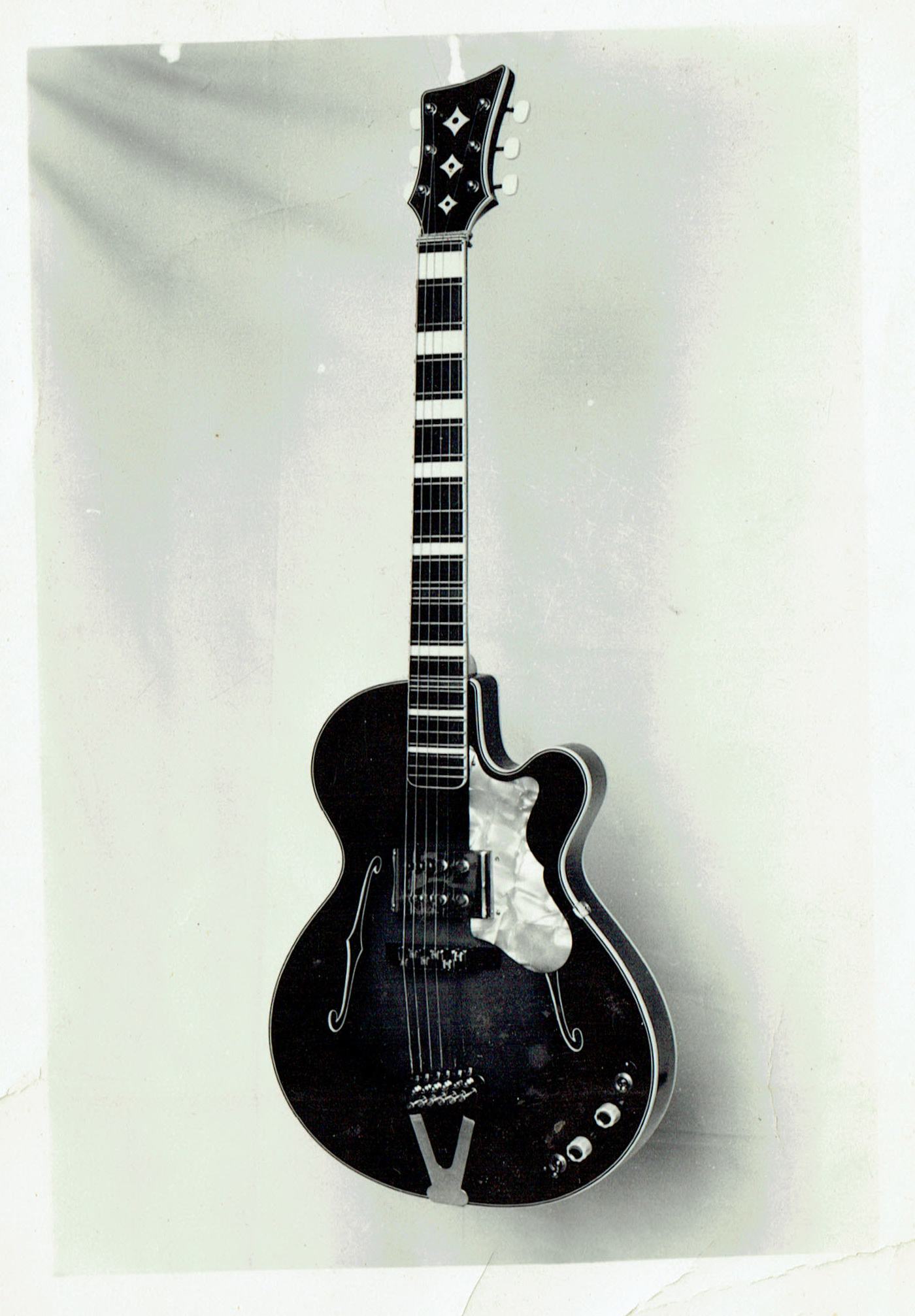
Chitarra semiacustica
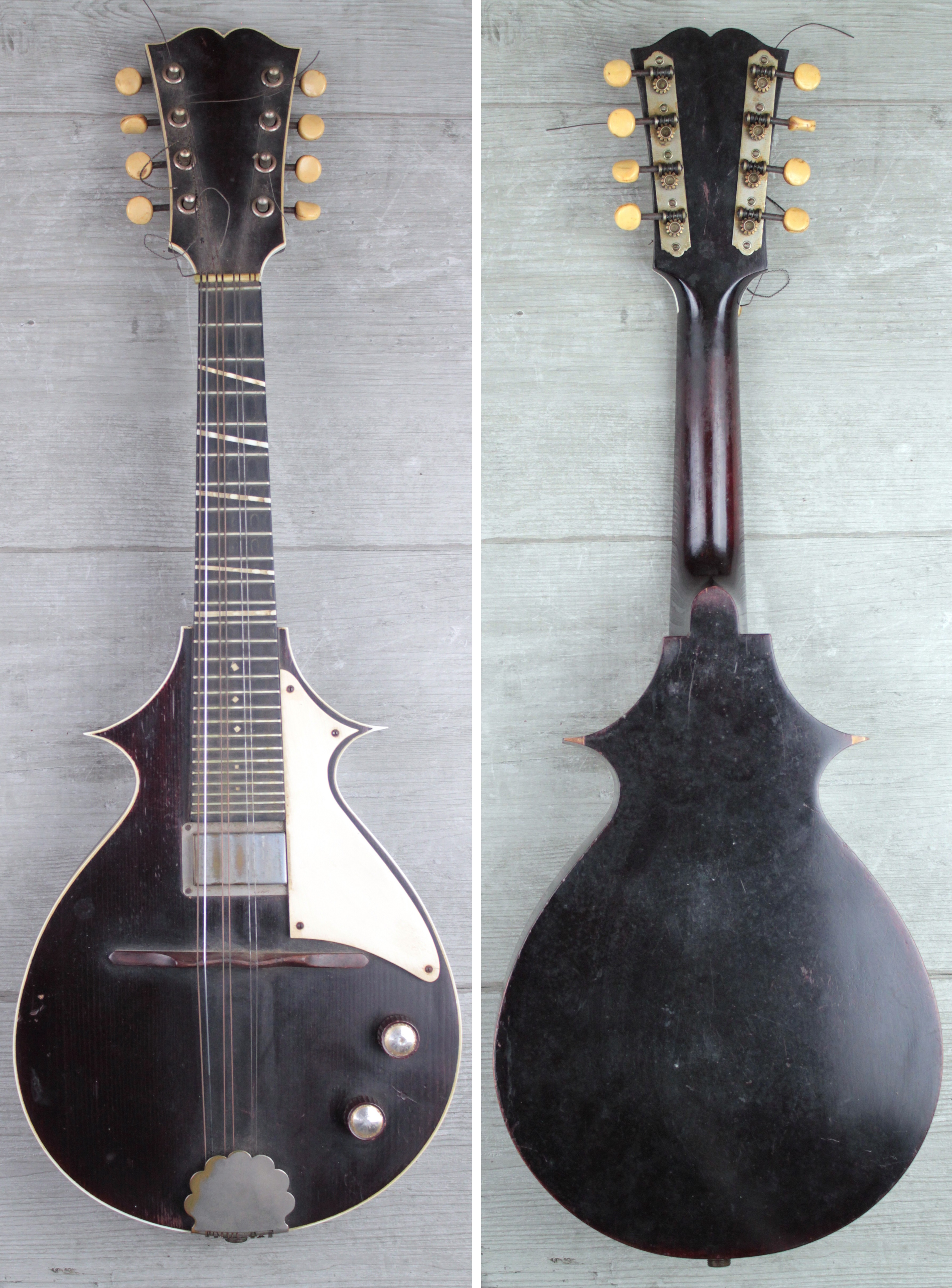
Mandolino elettrico

dediche di musicisti a Luigi Galimberti
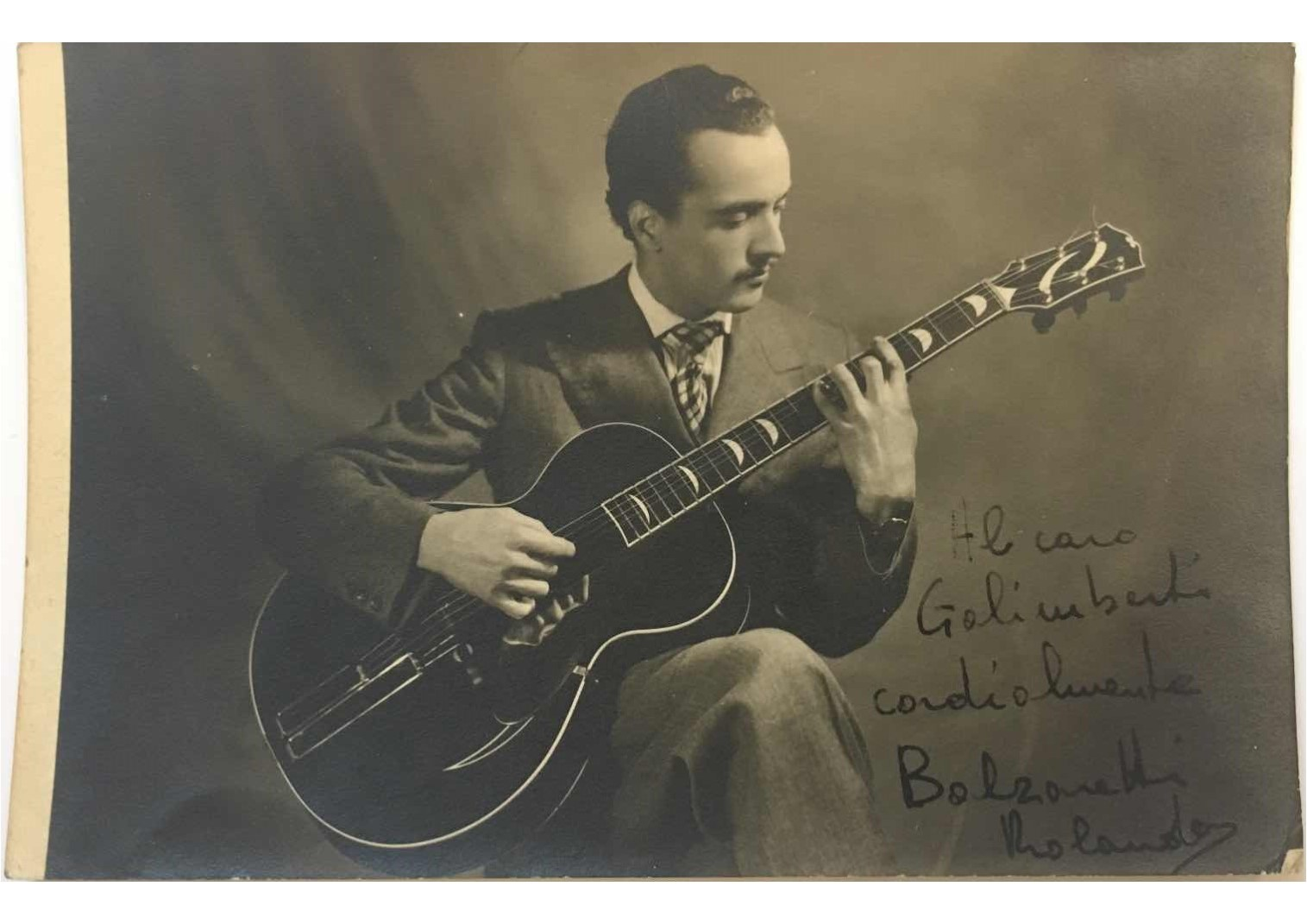
Rolando Balzaretti
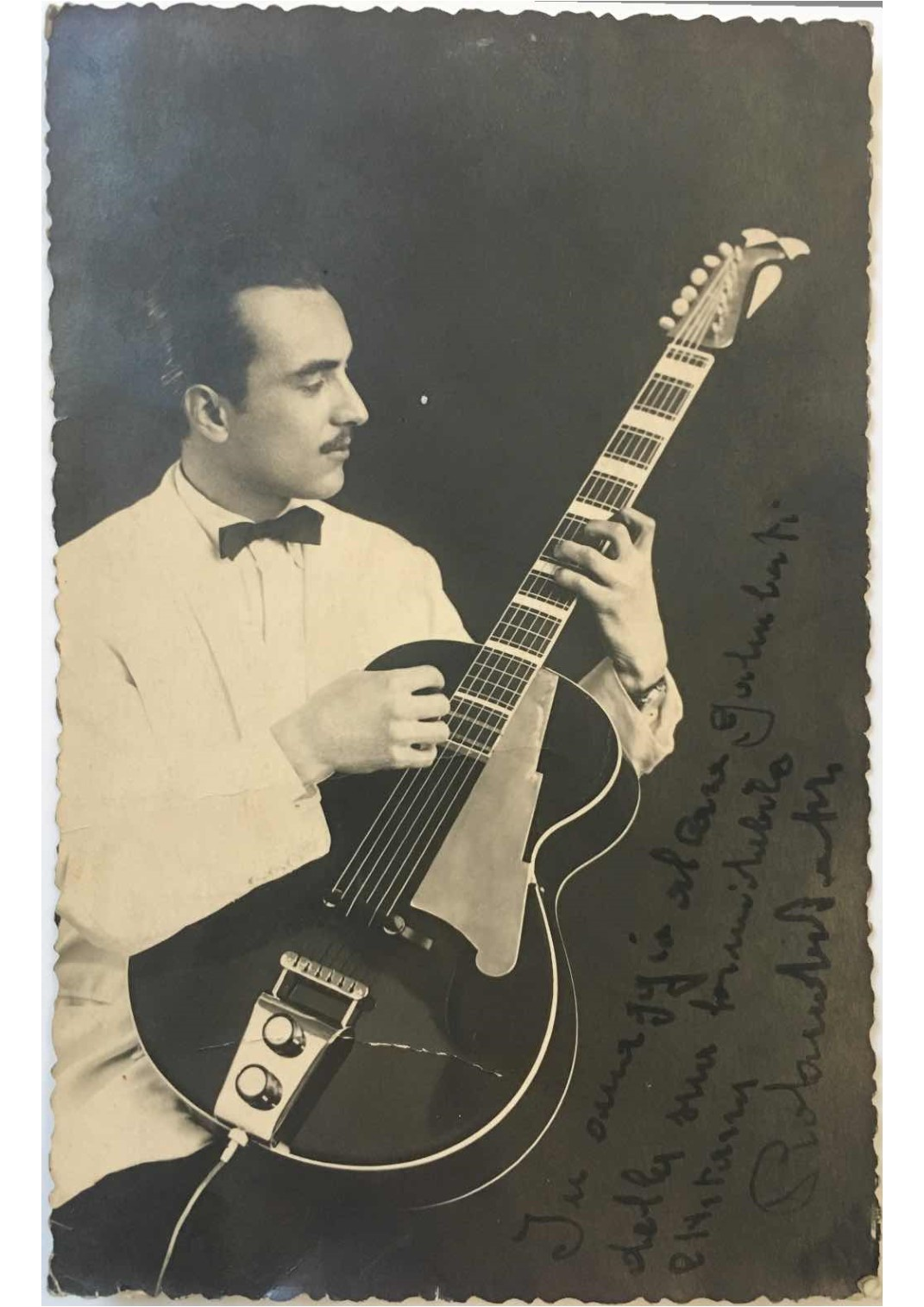
Rolando Balzaretti
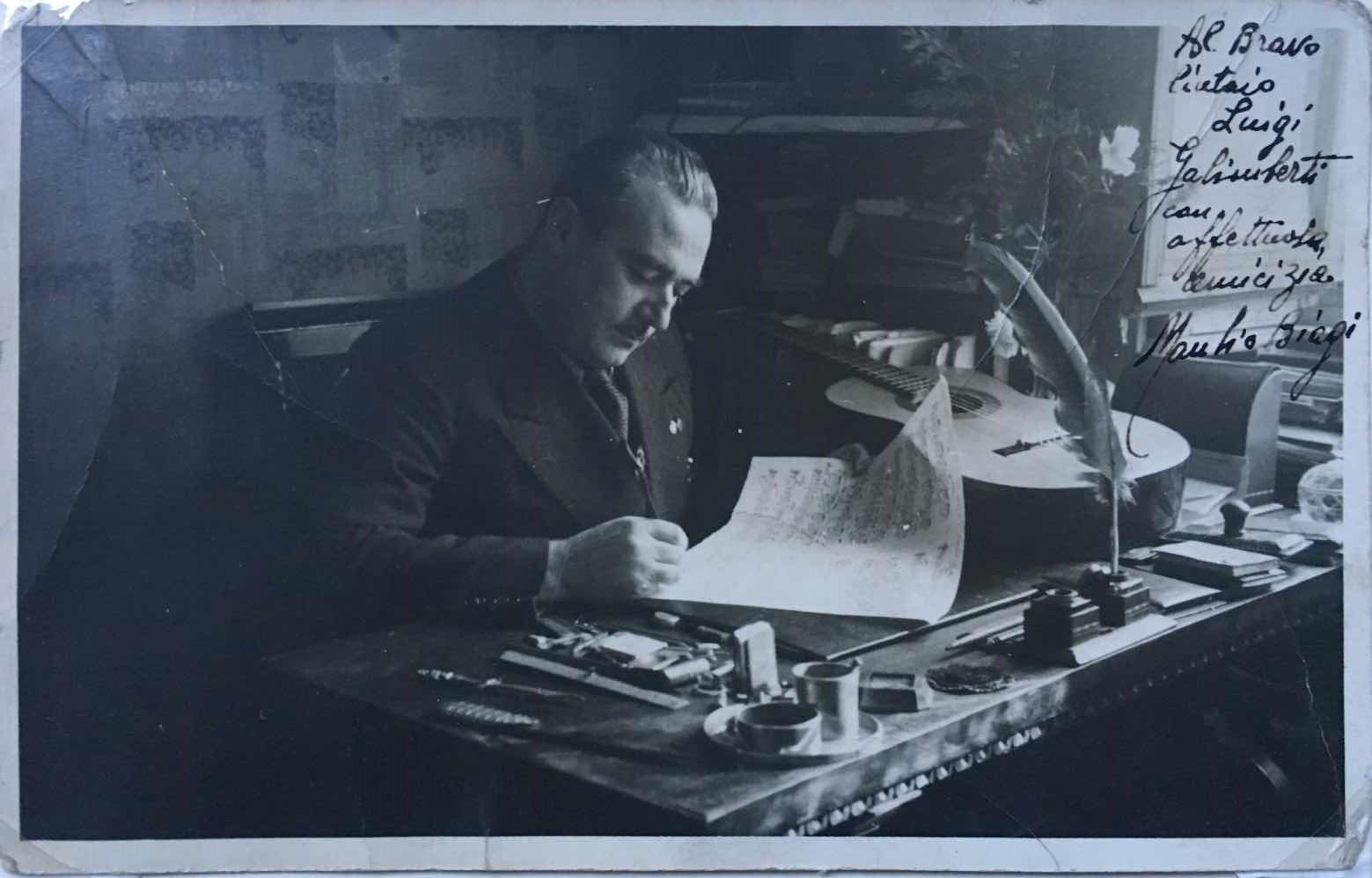
Manlio Biagi
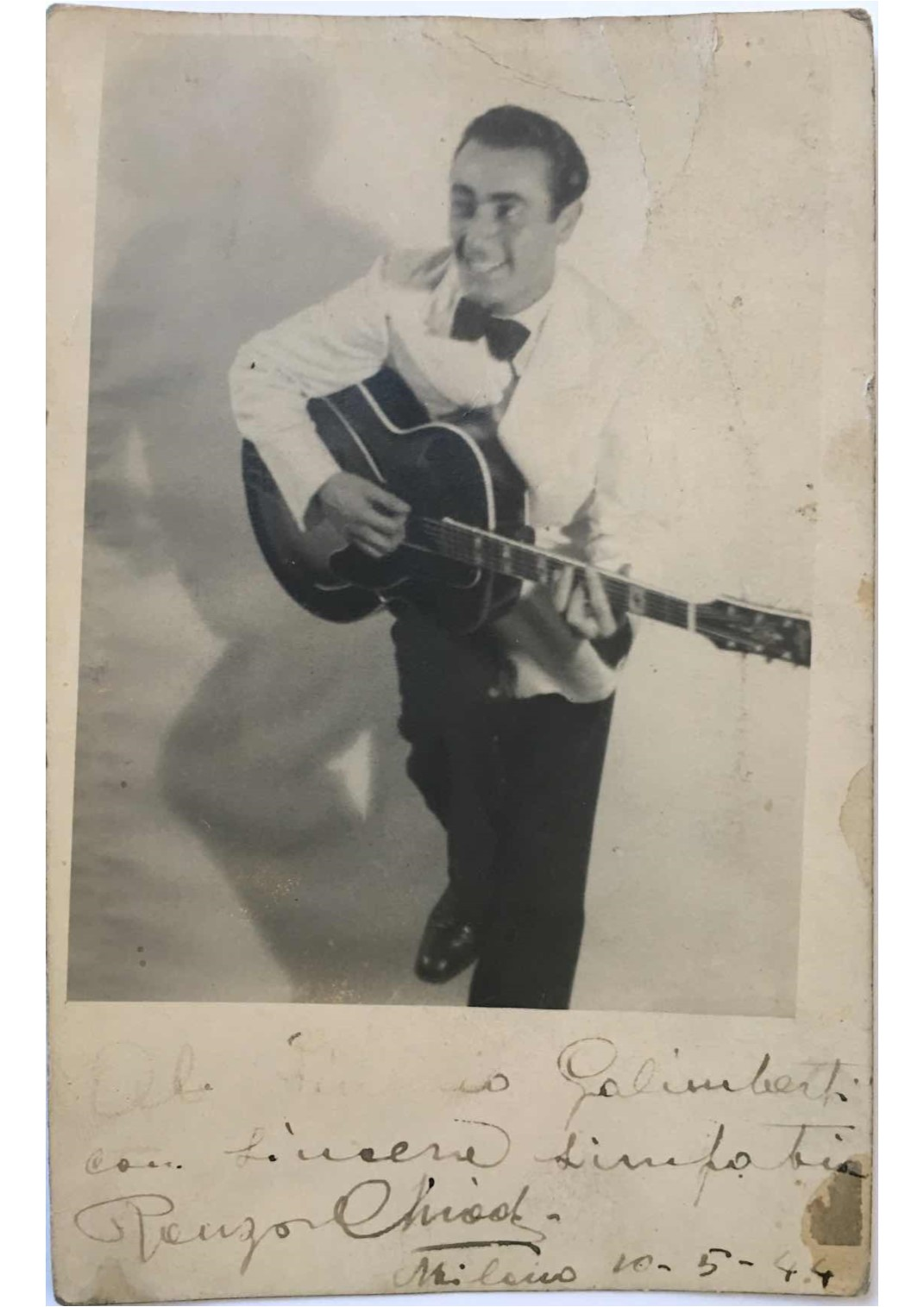
Renzo Chiodi
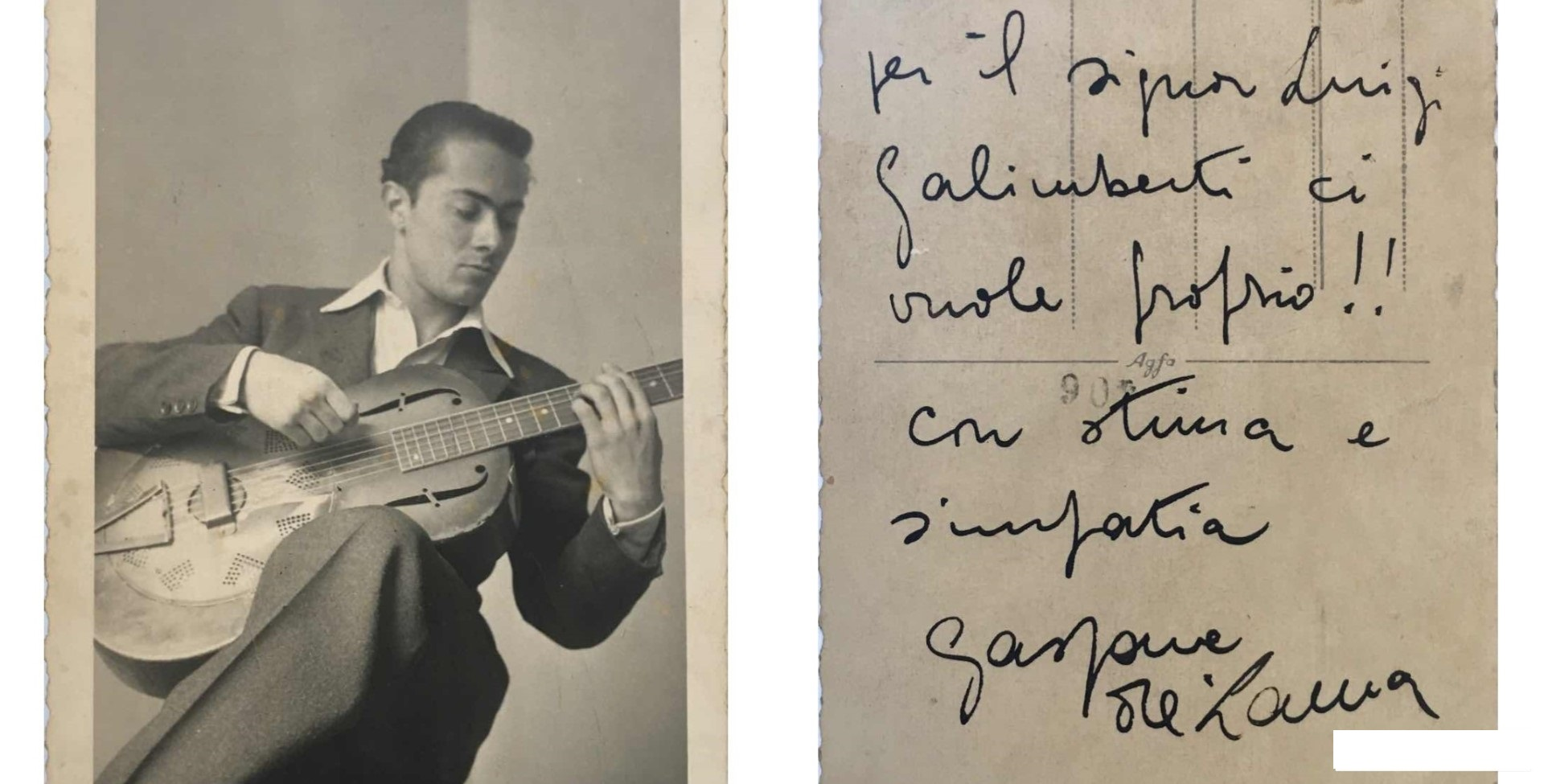
Gaspare De Lama
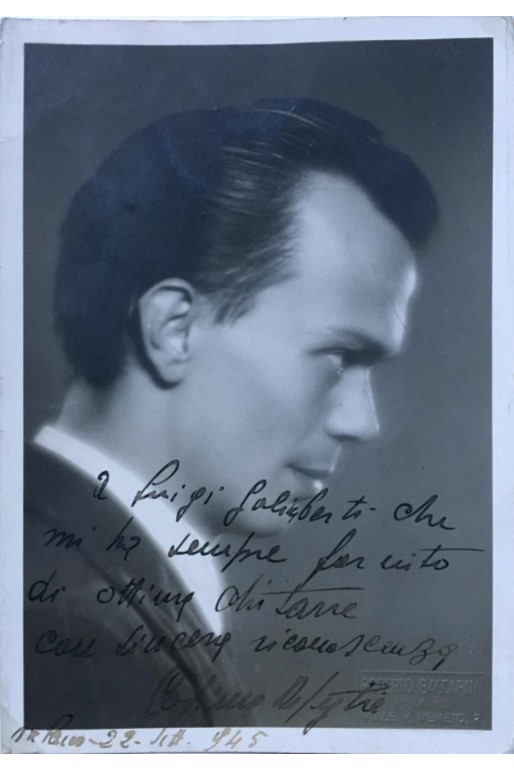
Cosimo Di Ceglie
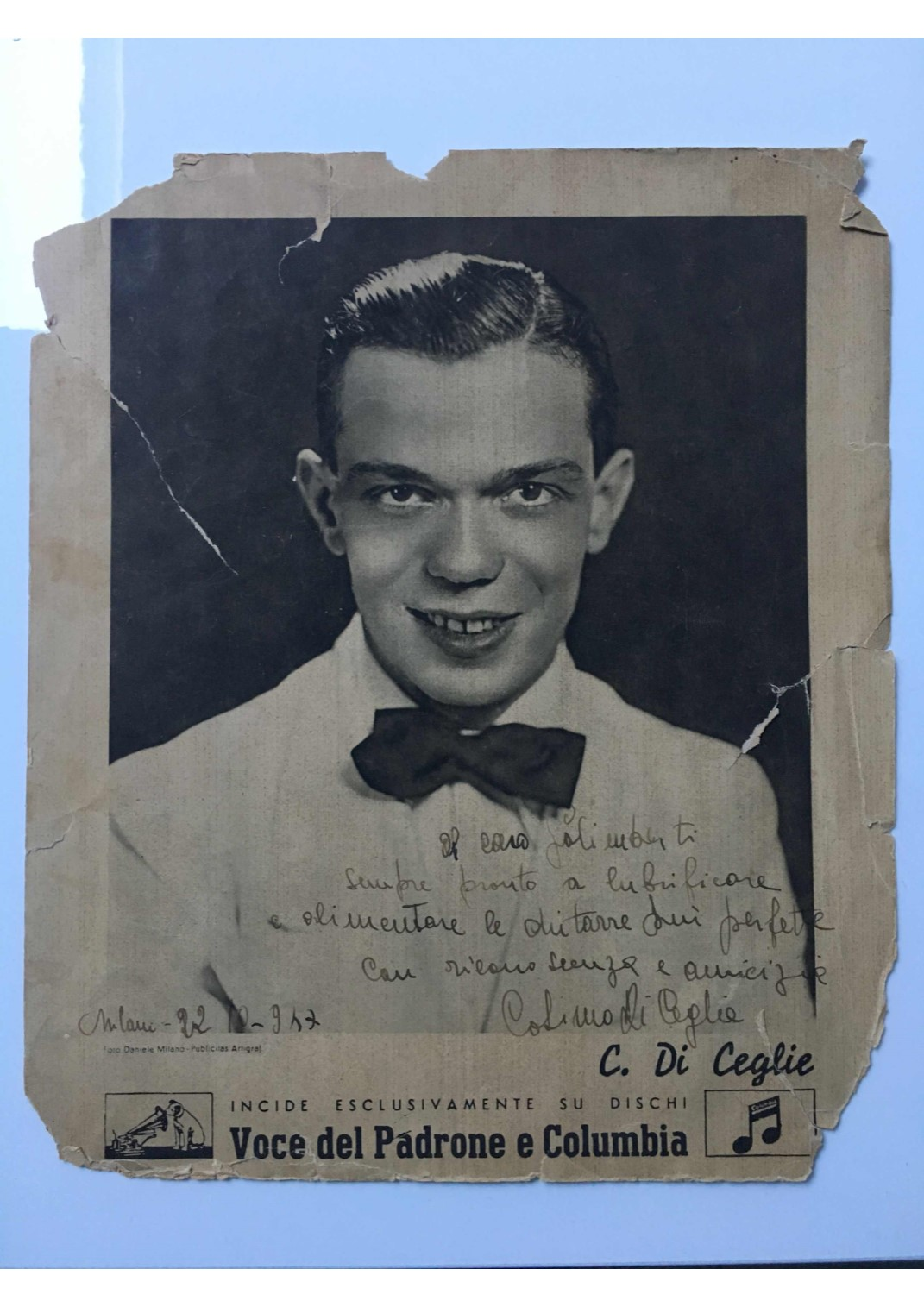
Cosimo Di Ceglie
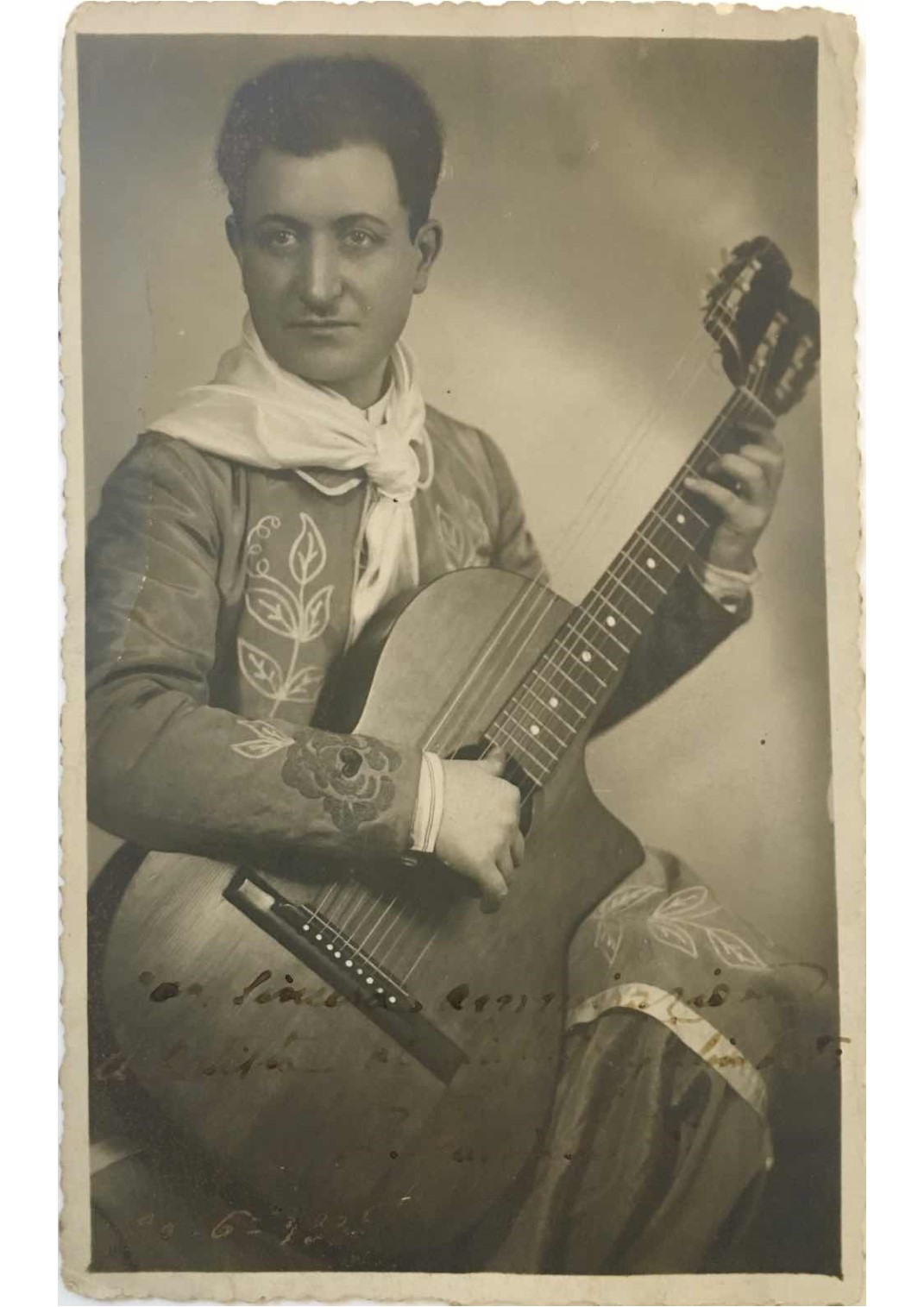
Federico Galimberti
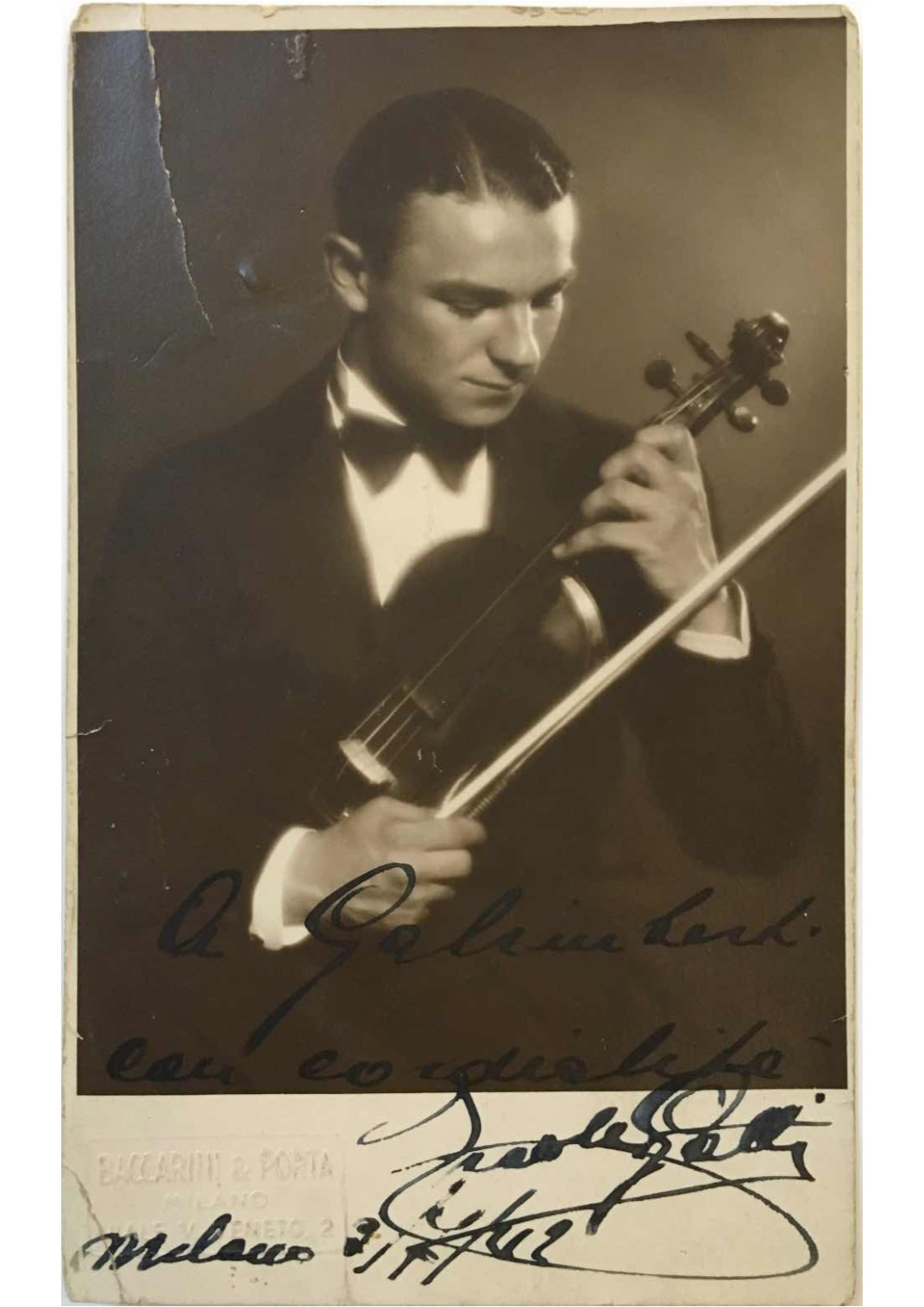
Ercole Galli
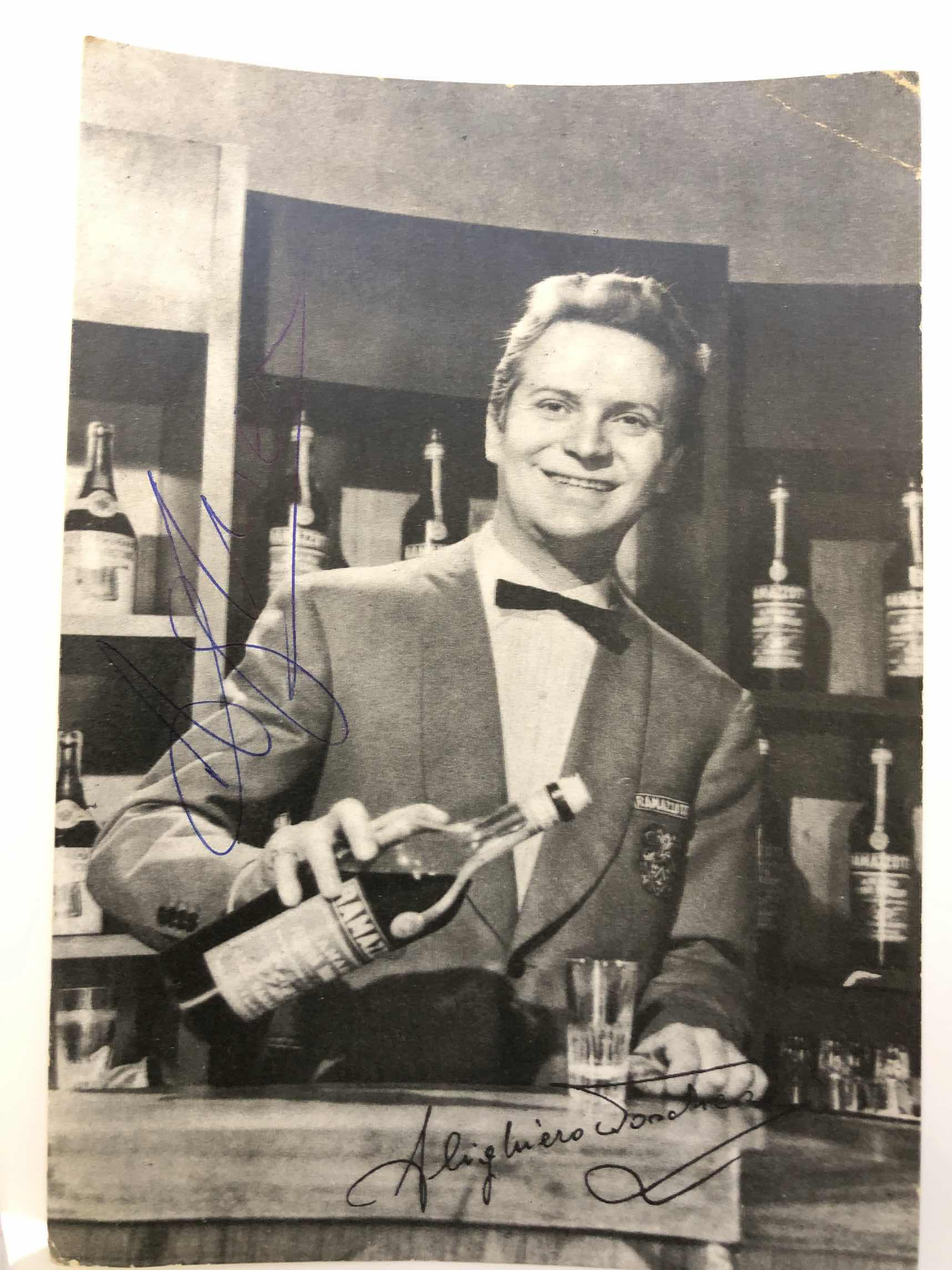
Alighiero Noschese
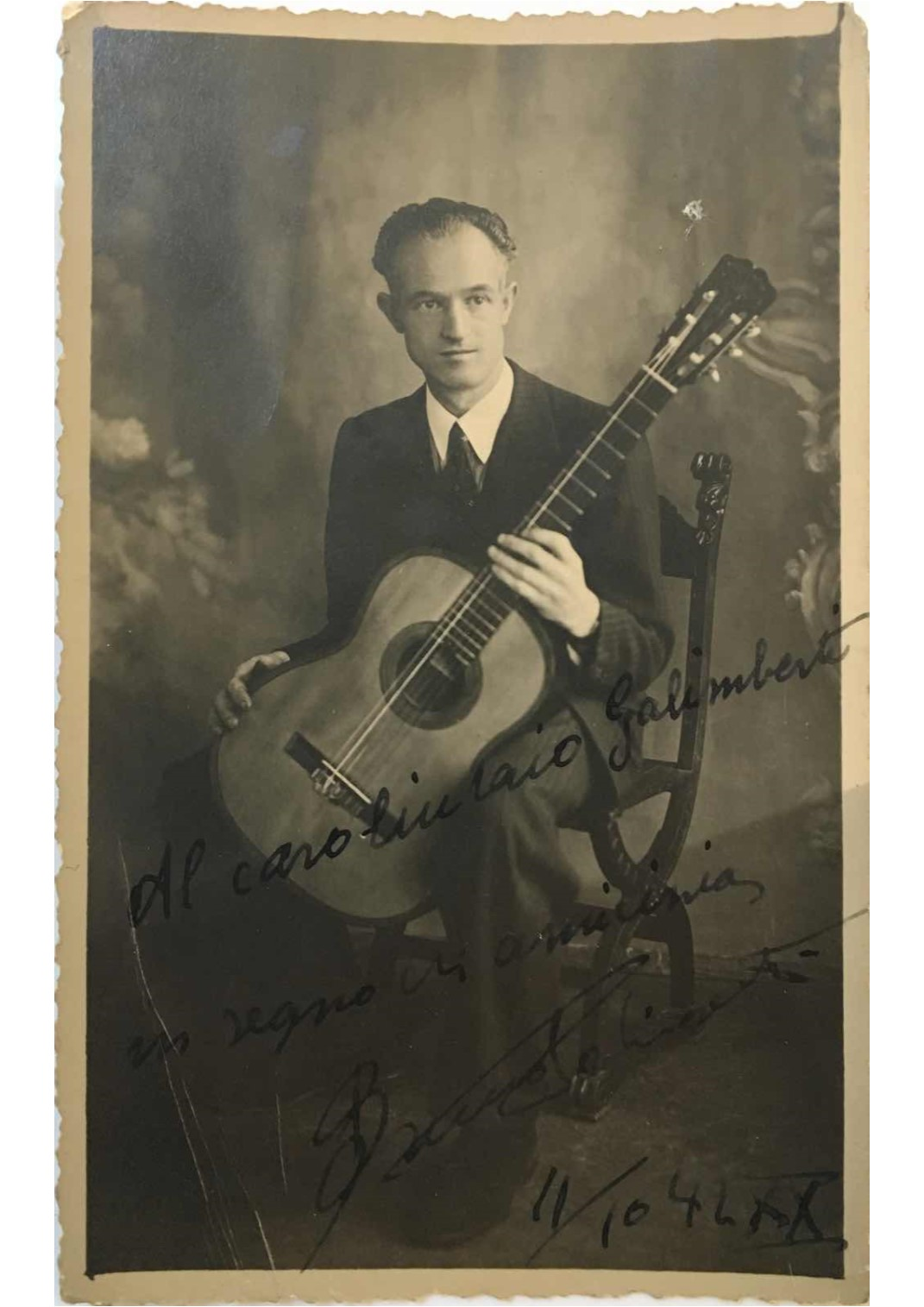
Bruno Policanto
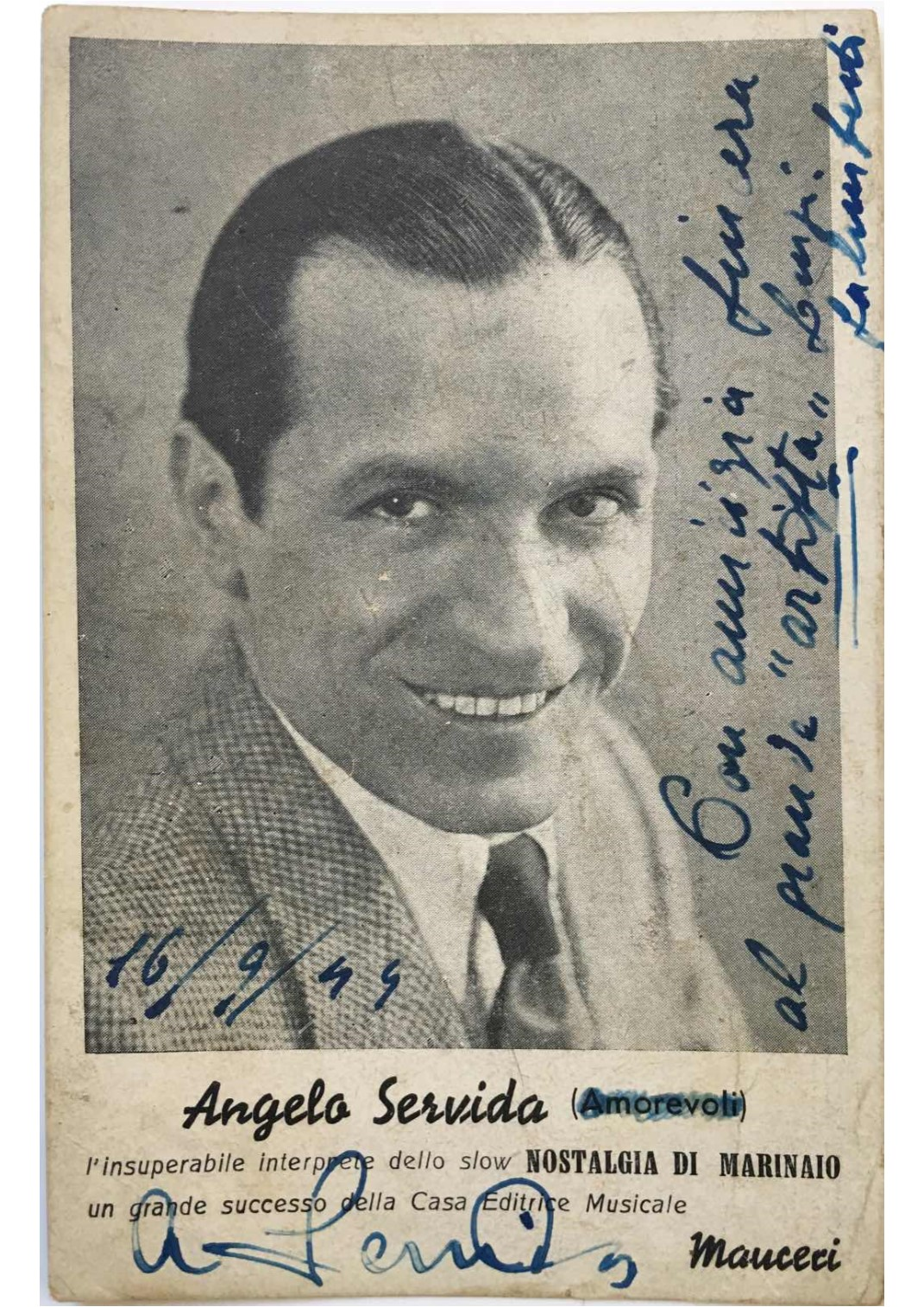
Angelo Servida
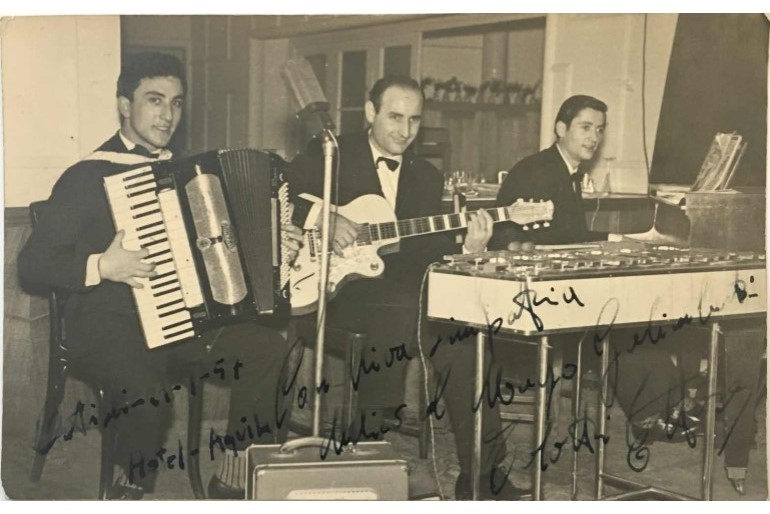
Ettore Tolotti
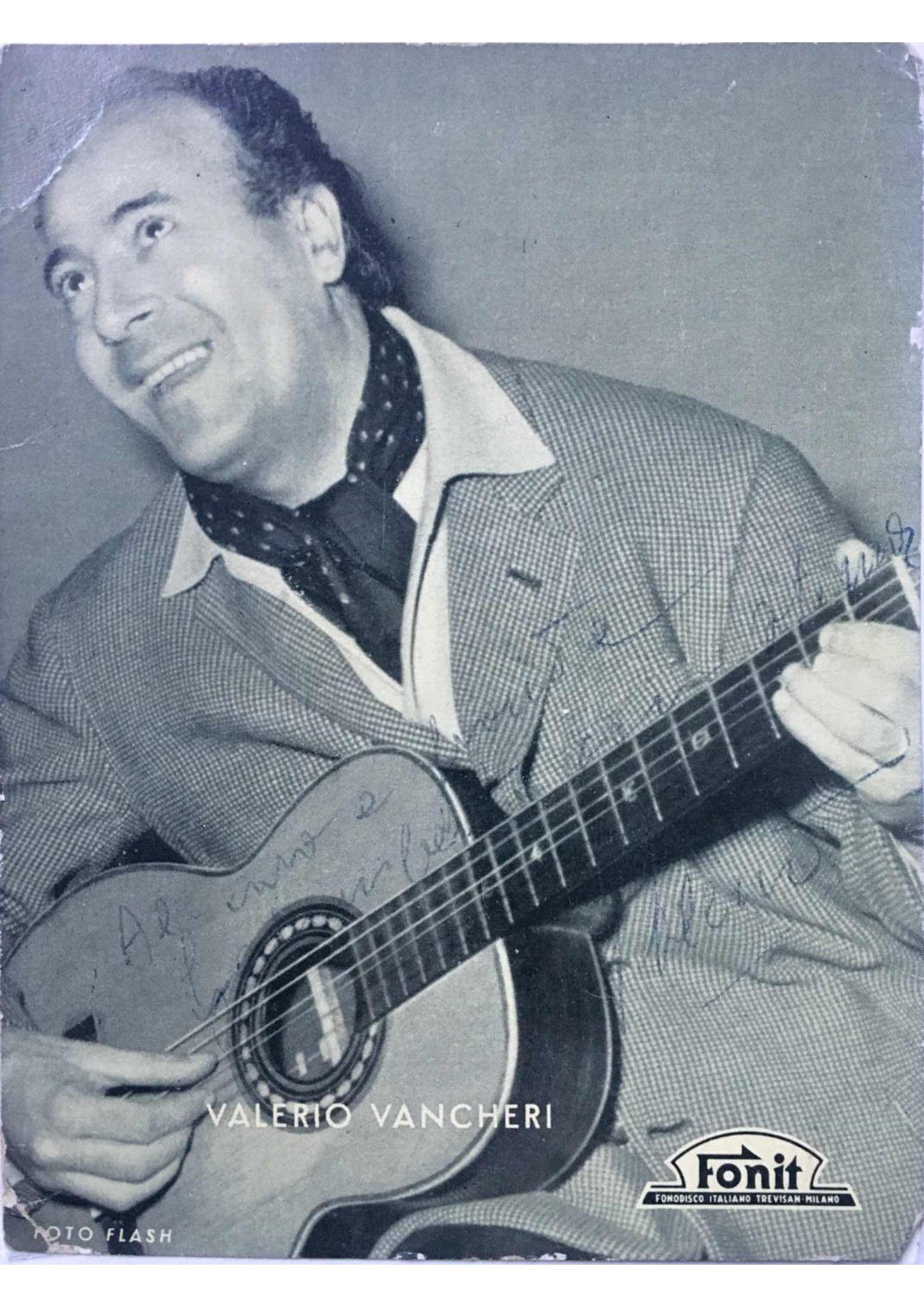
Valerio Vancheri
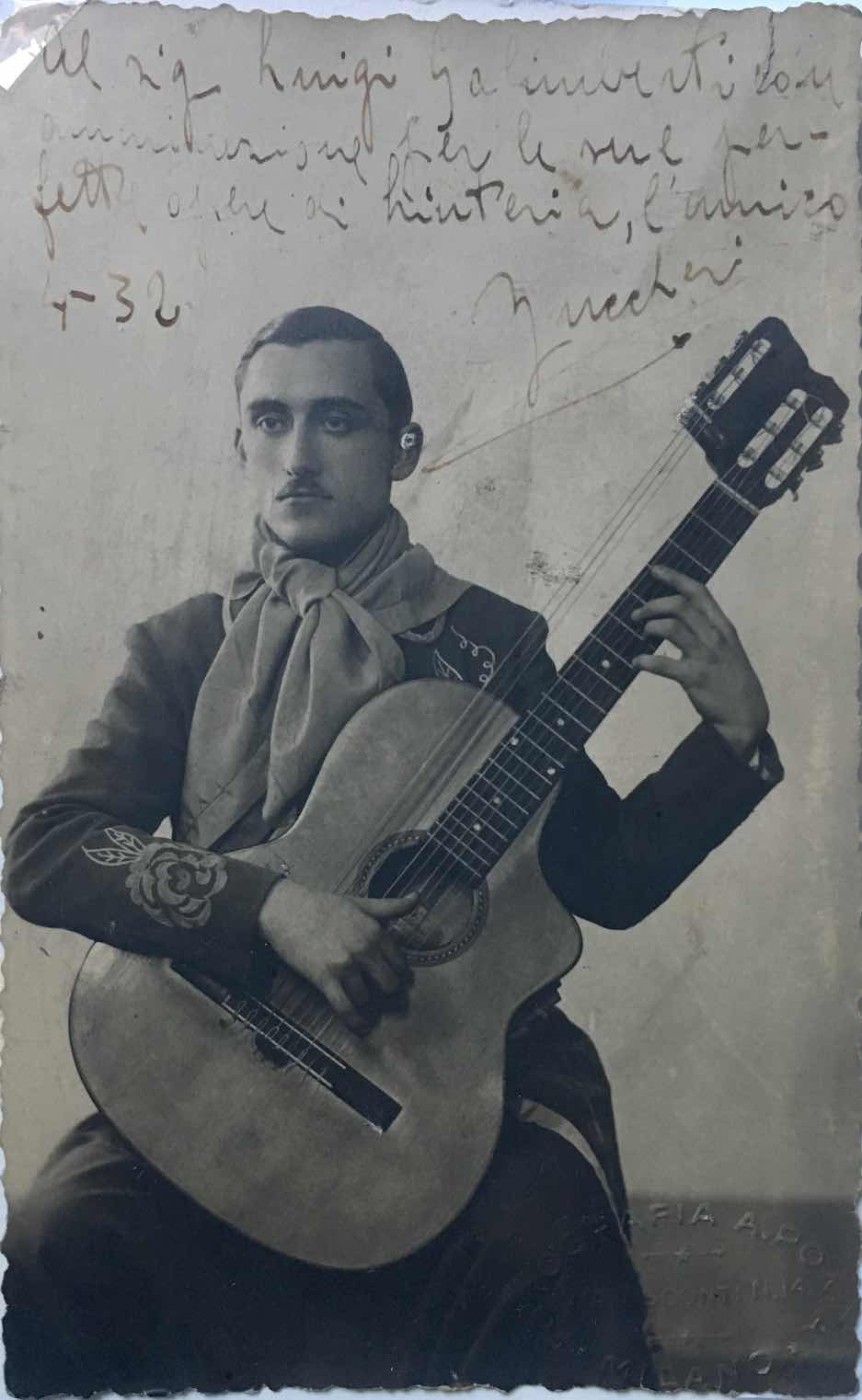
Luciano Zuccheri
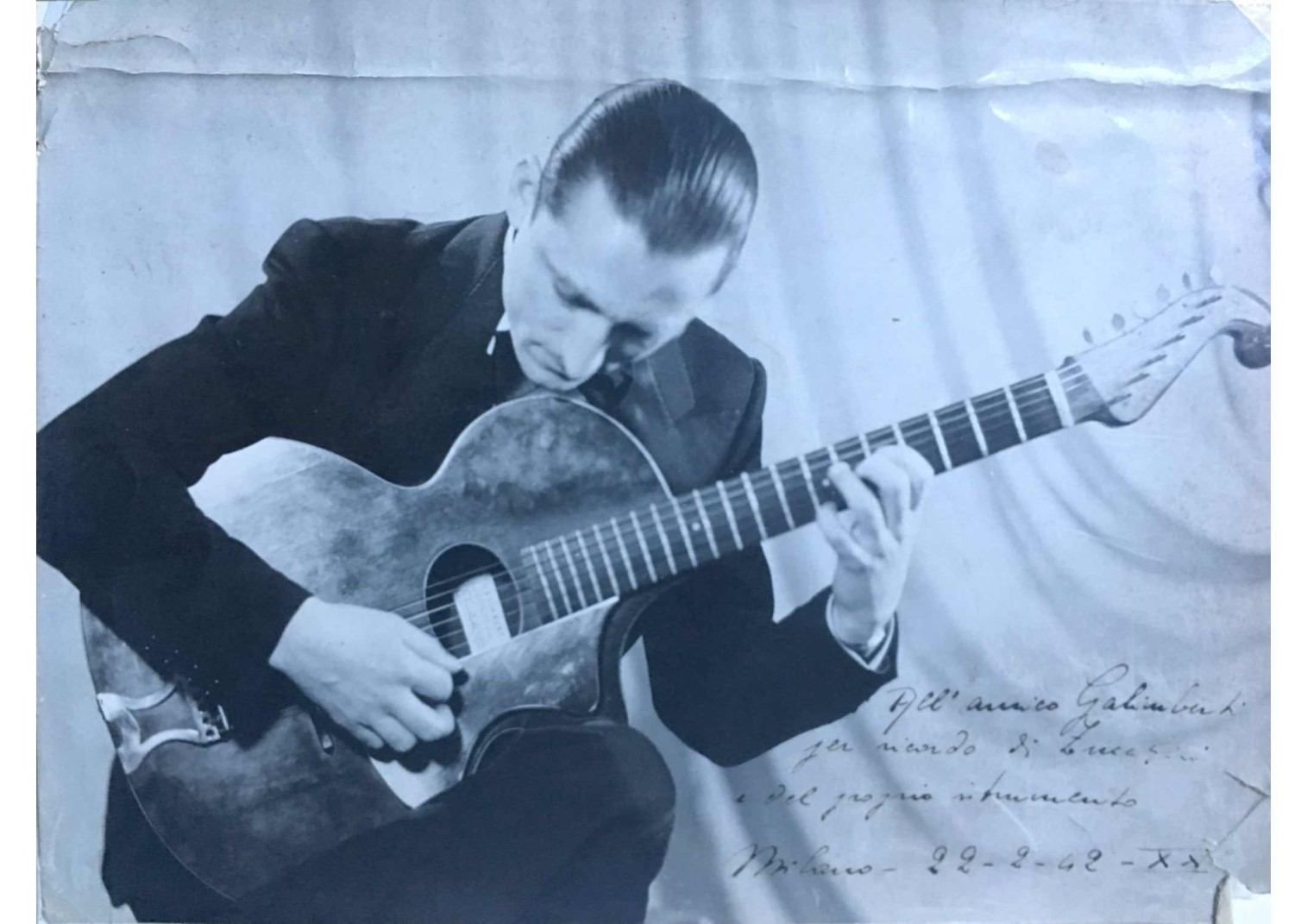
Luciano Zuccheri